# Lužnice
Lužnice (německy Lainsitz nebo Luschnitz, Lužnitz) je řeka na jihu České republiky (Jihočeský kraj) s horním tokem v Rakousku (Dolní Rakousy). Je to pravobřežní přítok Vltavy. Je dlouhá 208 km a odvodňuje území o rozloze 4234,65 km²; číslo hydrologického pořadí: Lužnice 1-07-01-001 1; průměrný průtok činí 24,3 m³/s, oproti ostatním jihočeským řekám má však velmi malý spád a teče pomalu. Relativně zachované přírodní koryto horního toku s četnými meandry působí díky rozlivům jako velký polder, který výrazným způsobem snižuje povodňovou vlnu dále po toku.
Lužnice také reguluje množství vody mnoha rybníků ve svém povodí (například Rožmberku již od dob Jakuba Krčína z Jelčan nebo napájecím kanálem Zlatá stoka). V minulosti byla na řece provozována voroplavba. Již panovník Karel IV. stanovil předpisy péče o splavnění Lužnice pro dopravu dřeva (potvrzuje to zápis v archivu s datem 3. srpna 1366).
Lužnice protéká Novohradskými horami, Vitorazskem, Třeboňskou pánví a Středočeskou pahorkatinou, celý horní tok Lužnice od hranic s Rakouskem až k Veselí nad Lužnicí je součást CHKO Třeboňsko, jednoho z přírodně nejcennějších území jižních Čech, které je zařazeno do systému biosférických rezervací UNESCO. Koryto řeky je v úseku od Veselí nad Lužnicí k soutoku s Vltavou chráněné jako přírodní památka Lužnice.
Lužnice patří u vodáků k oblíbeným českým řekám pro rekreační kanoistiku, zejména v úseku „rychlejší vody“ od Tábora k Bechyni.

## Geografie

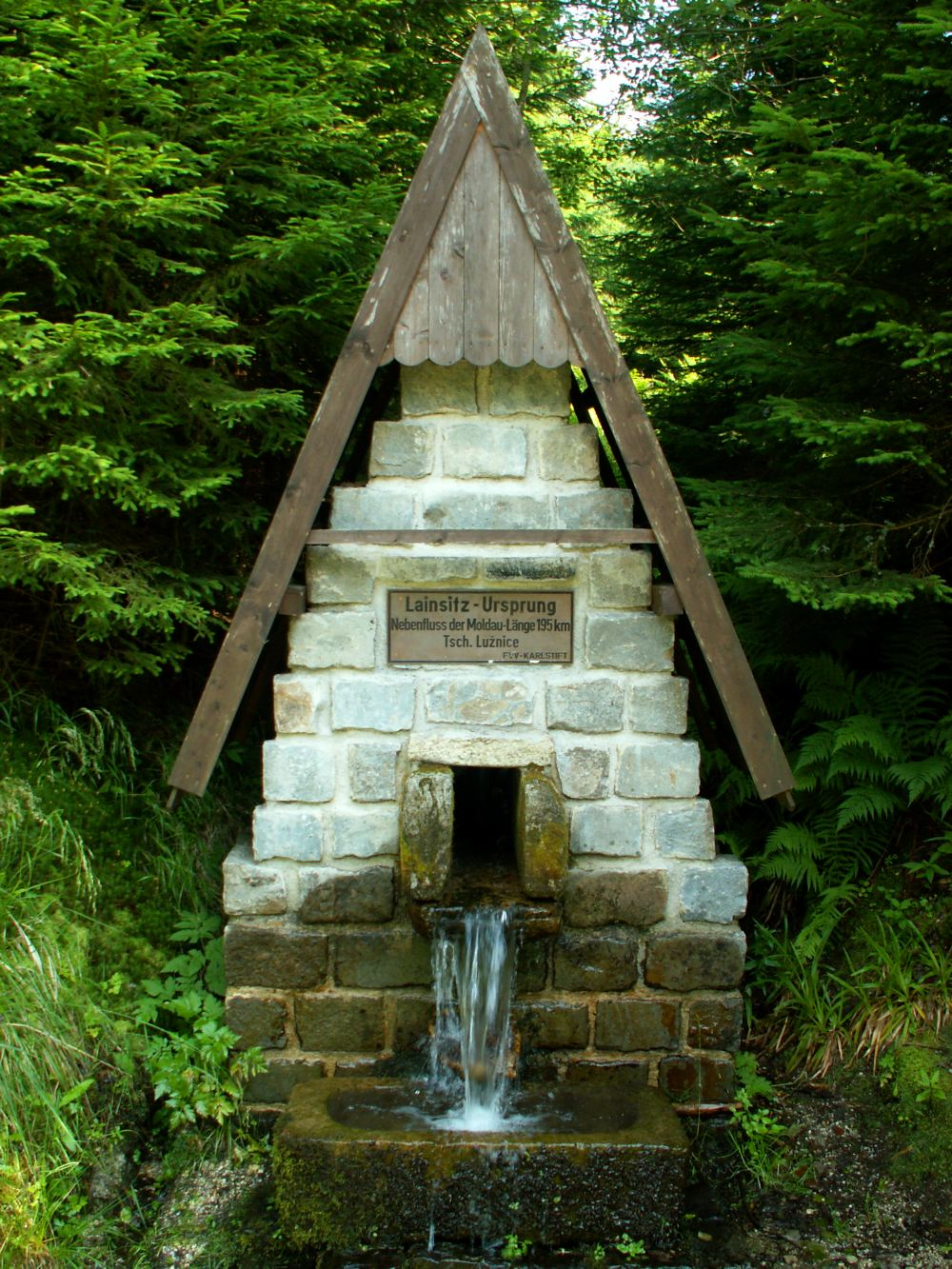
Pramen Eichelberg

### Pramen
Lužnice pramení na rakouské straně Novohradských hor, na západním svahu hory Eichelberg (1054 m), v nadmořské výšce 970 m. Nejlepší přístup k prameni je z obce Karlstift, z níž vede k prameni 2 km dlouhá cesta značená orientačními tabulemi. Nedaleko od pramene vstupuje východně od Pohoří na Šumavě na české území, kde protéká splavovací nádrží Kapelunk a po zhruba 5 km, kdy v mírném odstupu sledovala z české strany státní hranici, se na soutoku s potokem Popelnicí vrací se zpět do Rakouska. Protéká městem Weitra (Vitoraz) a dále po proudu tvoří hranici mezi Gmündem (Cmuntem) a Českými Velenicemi. Skalní práh v Gmündu ukončuje podhorský charakter Lužnice a řeka se stává nížinným tokem. Za Gmündem se opět vrací na území Rakouska, ale po několika kilometrech se za obcí Breitensee obrací do Čech a míří do široké Třeboňské pánve. Protéká přírodní rezervací Krabonošská niva.

### Přítoky a vedlejší toky

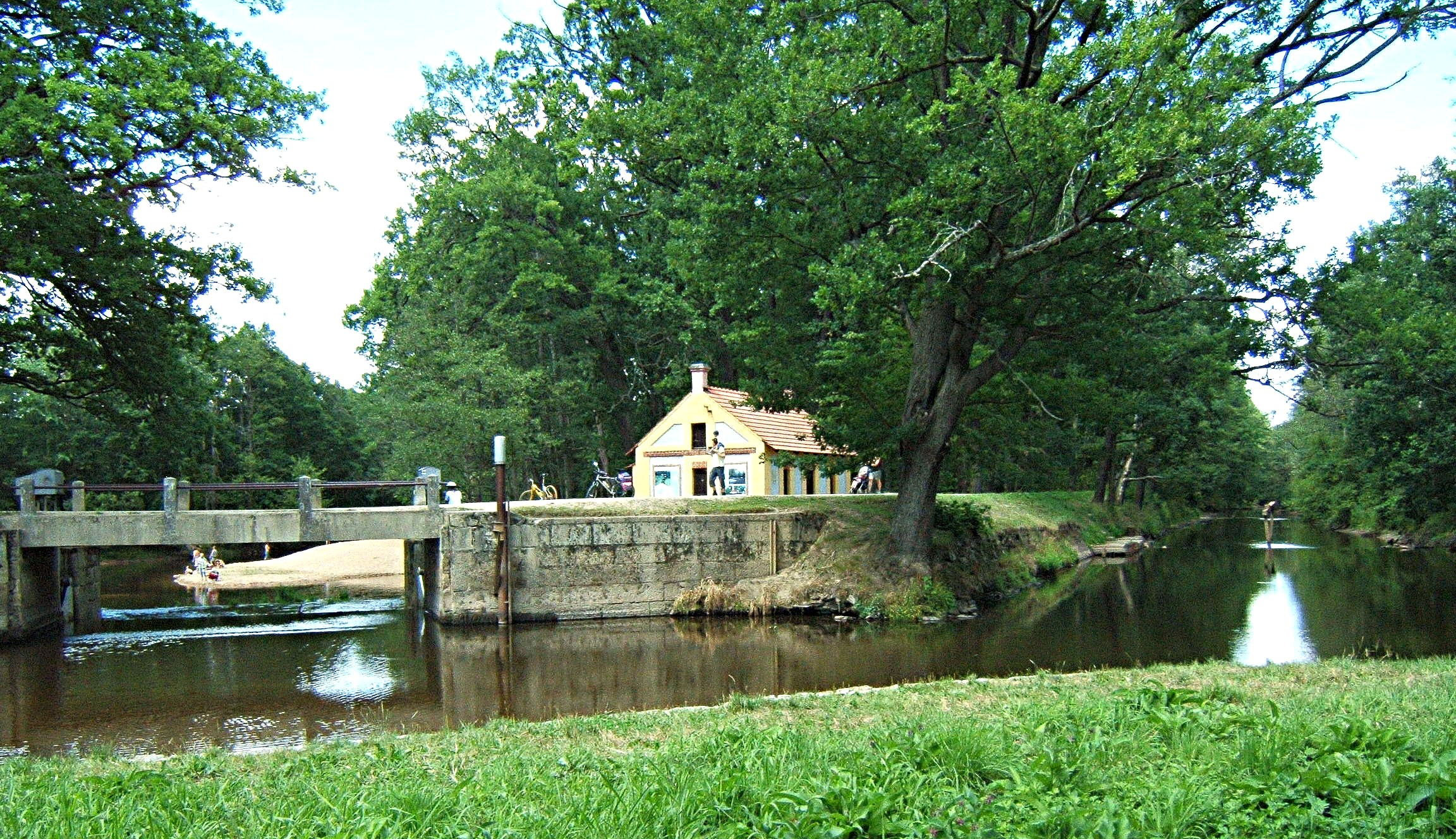
Rozvodí – vlevo splav do Staré řeky, vpravo Nová řeka (2007)

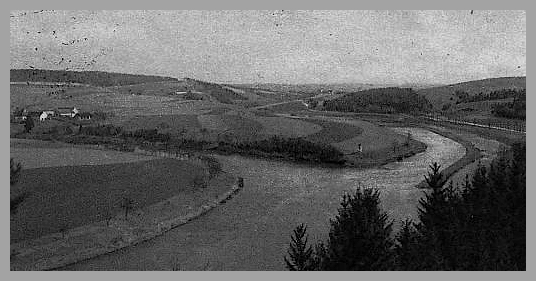
Soutok Lužnice (vlevo) s Vltavou v roce 1920

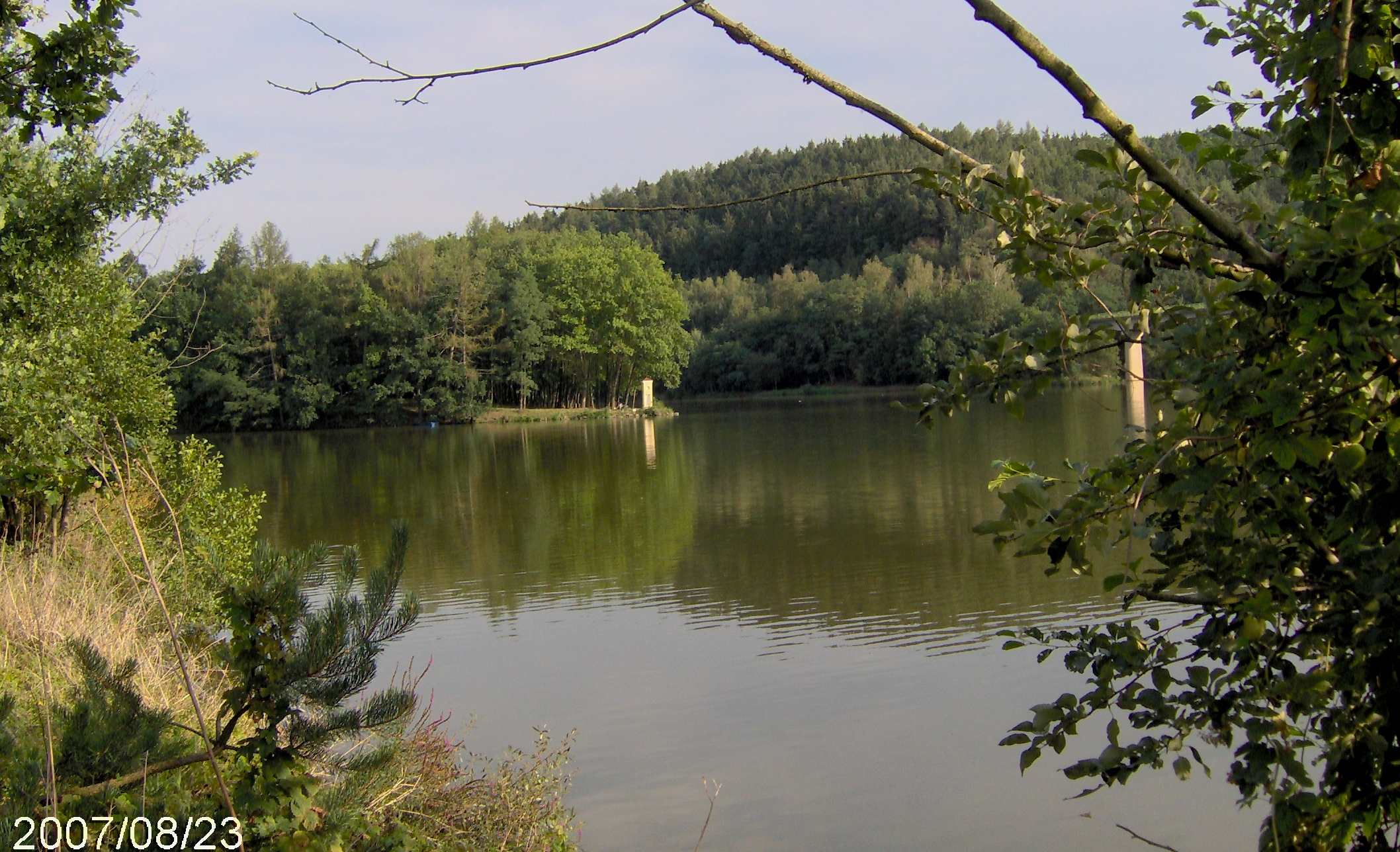
Soutok Lužnice (vlevo) s Vltavou (ze směru za kapličkou doprava dolů), je vidět část mostu na silnici podél Vltavy Týn nad Vltavou – Neznašov

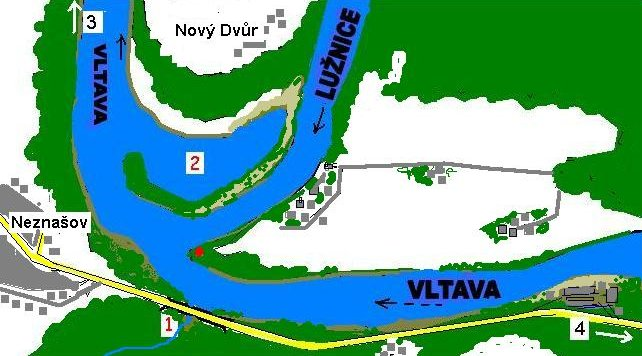
Orientační náčrt okolí soutoku Lužnice s Vltavou u Týna nad Vltavou

Prvním významnějším přítokem z pravé strany je říčka Skřemelice (Braunaubach), která se vlévá do Lužnice v Gmündu. Na českém území nedaleko Klikova do Lužnice pravobřežně ústí říčka Dračice. Před jezem Pilař z Lužnice doleva odbočuje k Třeboni umělý kanál Zlatá stoka a nedaleko pod jezem se pravobřežně vlévá Koštěnický potok. Asi 3 km za Majdalenou se koryto Lužnice dělí (nedaleko Novořecké bašty) vlevo na Starou a vpravo na Novou řeku. Stará řeka je původní tok Lužnice, dnes meandrující, úzká, mělká a písčitá říčka, které napájí největší rybník v Česku Rožmberk a z něj pokračuje k Veselí nad Lužnicí. Do Rožmberka přitéká zleva z Třeboně Podřezanská stoka. Před obcí Frahelž vtéká do Lužnice Miletínský-Tisý potok, který přivádí zejména vodu z rybníků Velký a Malý Tisý (jižně od Lomnice nad Lužnicí).
Nová řeka je naopak umělý 13,5 km dlouhý kanál-tok s přímými úseky (zbudovaný v 16. století Jakubem Krčínem z Jelčan), který slouží zejména k odvádění povodňové vody mimo Rožmberský rybník do řeky Nežárky a ke zmenšení nebezpečí případného protržení jeho hráze.
Před Veselím se do Lužnice z levé strany vrací voda Zlaté stoky a ve městě (405 m n. m.) se pravobřežně vlévá Nežárka vracející i vody Nové řeky. Na severním okraji se zleva vlévá Bechyňský potok, který přivádí vody zejména ze známých Soběslavsko-veselských blat, např. od obcí: Vyhnanice, Hlavatce, Vlastiboř nebo také od Komárova a Borkovic.
Z četných menších i malých přítoků na své cestě k Táboru přijímá Lužnice např. před Soběslaví Dírenský potok (od rybníka Nadýmač), v městě pak Černovický potok, který pramení v Křemešnické vrchovině, protéká otevřenou rovinatou krajinou a napájí řadu rybníků. Zleva (392 m n. m.) u Plané nad Lužnicí přitéká Maršovský potok (od obcí Ústrašice, Obora, Maršov). Před městem Sezimovo Ústí přitéká u jezu Soukeník zleva Radimovický potok, v městě potom zprava známý Kozský potok, který přivádí vodu několika potoků ze směru od Turovce a Kozího Hrádku.
V Táboře je to Tismenický potok (soutok 384 m n. m.) (roku 1492 přehrazený – vznikla nádrž Jordán, rozloha 50 ha). Dále, asi 7 km západně se pak vlévá, také zprava, Vlásenický potok a pak nedaleko, opět zprava se u Bredova mlýna vlévá Pilský potok (přitéká od obcí Padařov a Drhovice). Nad Dobronicemi (pod „Papírnou“) se zprava vlévá Oltyňský potok. Níže po proudu pak zleva Všechlapský potok. V Bechyni se také zprava vlévá říčka Smutná, za městem se zleva připojuje zajímavým kaňonem protékající potok Židova strouha, pramenící jižně od vesnice Bzí.
Od Bechyně teče nahnědlá voda Lužnice mezi stráněmi dál směrem k Vltavě, u Rosína zprava přitéká Koloměřický potok, protéká Kolodějemi nad Lužnicí a pak již míří obloukem k Neznašovu nedaleko Týna nad Vltavou. Koryta obou řek se tady zásadně změnila jak v šedesátých, tak v osmdesátých letech 20. století po napuštění přehradní nádrže Orlík a vybudování přehradního stupně Kořensko. Zde voda Lužnice (v 354 m n. m.) zvolna mizí ve vzduté vodní hladině (soutoku) řeky Vltavy.
- zleva – Tušť, Suchdolský potok, Odlehčovač, Miletínský potok, Ponědražský potok, Bechyňský potok, Mokerský potok, Nedvědický potok, Radimovský potok, Želečský potok, Maršovský potok, Borecký potok, Radimovický potok, Větrovský potok, Slapský potok, Příběnický potok, Malšický potok, Vnučský potok, Dobřejický potok, Třebelický potok, Všechlapský potok, Černýšovický potok, Sudoměřický potok, Bežerovický potok, Kamenodvorský potok, Židova strouha, Nuzický potok,

- zprava – Skřemelice (Braunaubach), Halámecký potok, Gamza, Dračice, Žabinec, Koštěnický potok, Potěšilka, Nežárka, Doňovský potok, Dírenský potok, Andělská stoka, Černovický potok, Habří potok, Kozský potok, Košínský potok, Raštský potok, Vlásenický potok, Pilský potok, Kašovický potok, Slavňovický potok, Oltyňský potok, Dobronický potok, Smutná, Hvožďanský potok, Bilinský potok, Hostecký potok, Sobní potok

### Města a vesnice
- Rakousko
  - St. Martin
  - Weitra (Vitoraz)
  - Unserfrau-Altweitra
  - Gmünd
- Česko
  - České Velenice
  - Nová Ves nad Lužnicí
  - Halámky
  - Dvory nad Lužnicí
  - Tušť
  - Suchdol nad Lužnicí
  - Majdalena
  - Stará Hlína
  - Lužnice
  - Klec
  - Frahelž
  - Veselí nad Lužnicí
  - Dráchov
  - Soběslav
  - Skalice
  - Planá nad Lužnicí
  - Sezimovo Ústí
  - Tábor
  - Dobronice u Bechyně
  - Hutě
  - Bechyně
  - Koloděje nad Lužnicí

### Mosty

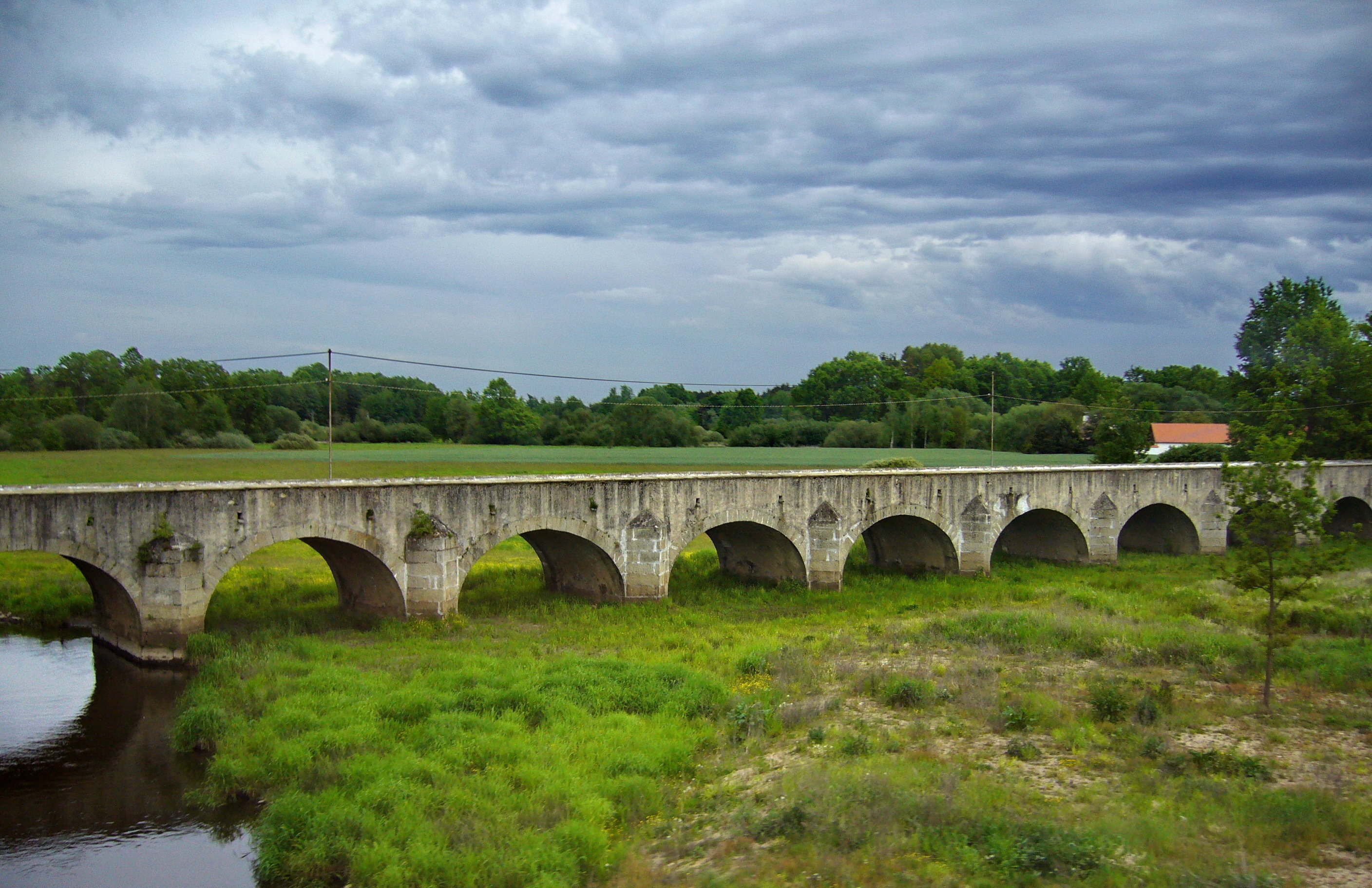
Inundační most ve Staré Hlíně

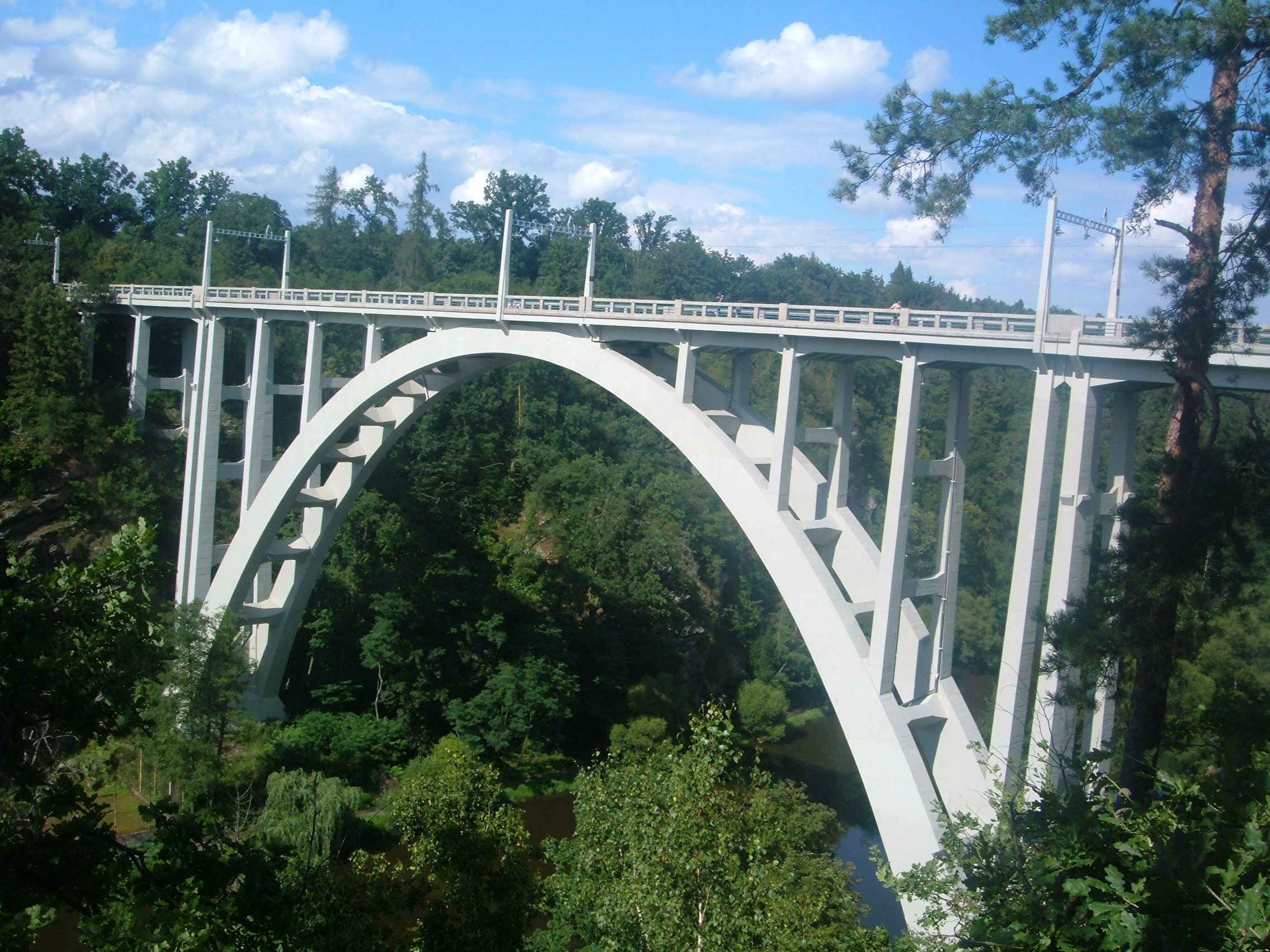
Most „Bechyňská duha“

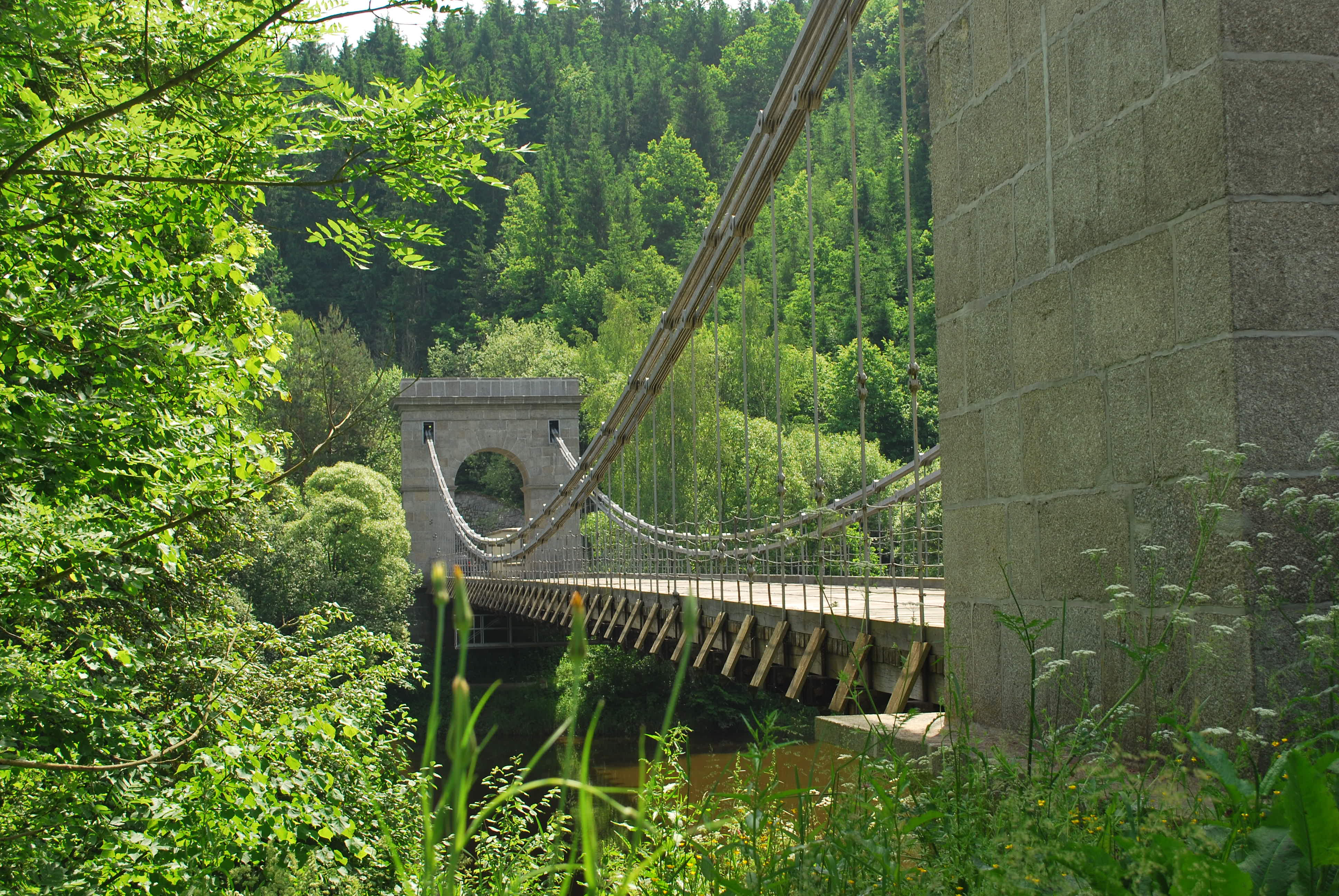
Stádlecký řetězový most

- v Dráchově byl v roce 2014 postaven nový most na cestě z Jindřichova Hradce do Týna nad Vltavou.
- v Soběslavi (pod jezem Steiniger) je silniční most (zv. Bechyňský, z roku 1935, generální oprava 2008) na silnici Soběslav-Bechyně, vede do oblasti Soběslavských Blat, např. přes obce Vesce, Vlastiboř.
- po proudu, pod Soběslaví (poblíž Špačkova mlýna) je přes Lužnice lanový most-lávka pro pěší (od r. 1971).
- za Soběslaví, na silnici z obce Klenovice (na E55) směrem na Rybova Lhota, Želeč je přes Lužnici železobetonový most (z r. 1987, délka 100 m, nosnost 140 tun), který nahradil kovový most Ovčín (z roku 1908, 57m dl, 4,5m úzký)
- u obce Skalice (u chatové oblasti u jezer bývalé pískovny) je betonová lávka pro pěší a cyklotrasu
- v Plané nad Lužnicí silniční most od E55 na silnici směr Malšice, Bechyně nebo vlevo směr Želeč, Hlavatce.
- železniční most (celokovový) – budovaný v letech 1901–1902 při stavbě první elektrifikované trati ve střední Evropě mezi Táborem a Bechyní, dílo inženýra Františka Křižíka bylo dáno do provozu v létě 1903
- Švehlův most v Táboře – od roku 1935 přes Lužnici obloukový železobetonový na silnici Tábor–Bechyně
- oblouková Harrachova lávka – u chatové oblasti „Riviera“ a lesní restaurace Harachovka z roku 1941 (tu původní z roku 1929 strhla 16. března 1940 velká voda a kry) – součást turistické cesty (původně „Harrachovy stezky“ budované od roku 1895) do Příběnic po levém břehu Lužnice.
- Bechyňský most Duha – unikátní obloukový železobetonový most s kolejemi a vozovkou, slavnostně otevřen 28. října 1928 k 10. výročí samostatnosti republiky
- Stádlecký řetězový most – původně spojující břehy Vltavy na Podolsku, před výstavbou Orlické přehrady přenesen a znovu složen na Lužnici, 25. 5. 1975 otevřen
- most Dobronice
- silniční most na silnici Týn nad Vltavou-Chrášťany v Kolodějích nad Lužnicí

### Jezy

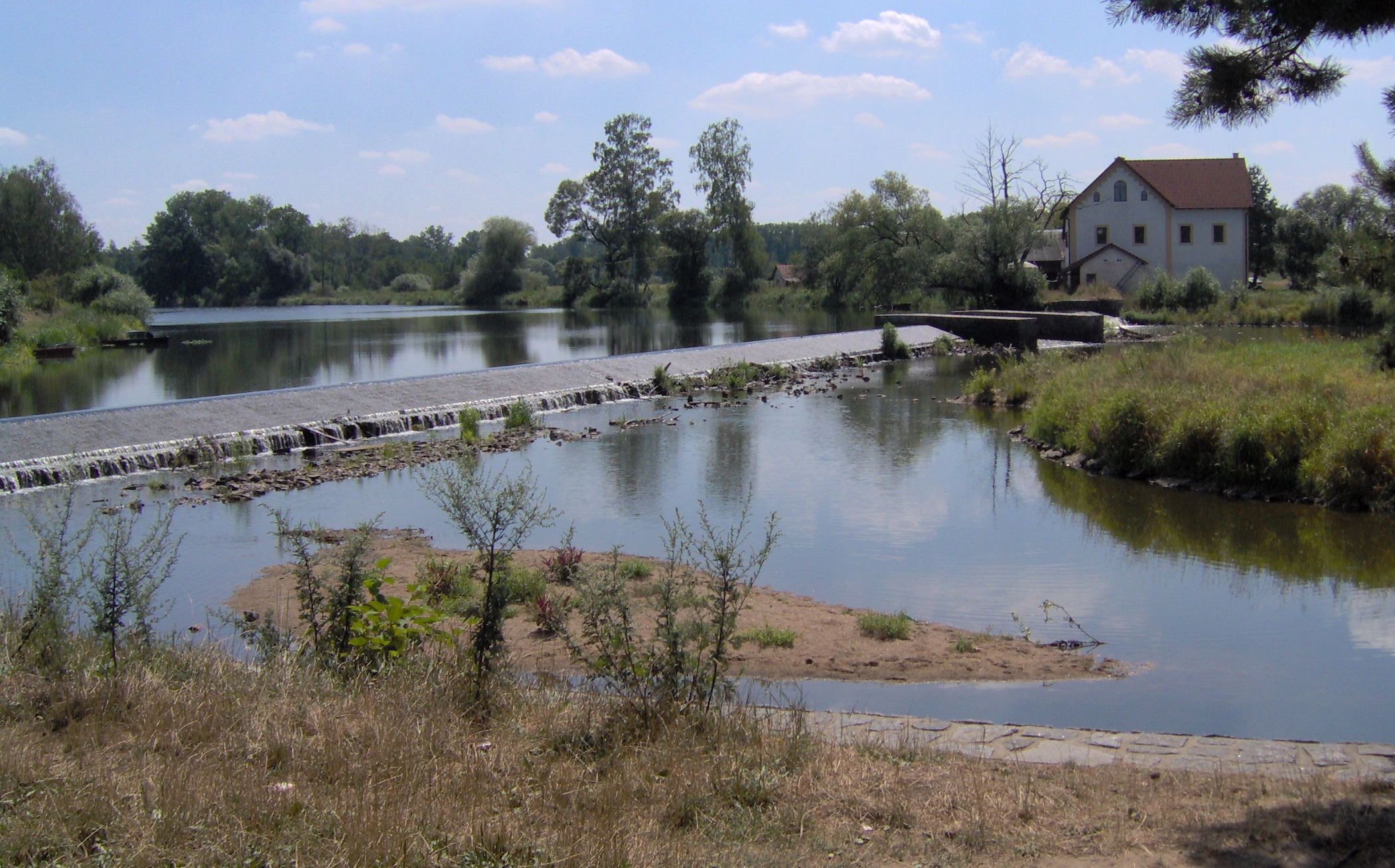
Lužnice, jez Steiniger v Soběslavi při extrémně nízkém stavu vody v červenci 2007

- jez ve městě Gmünd – mohutný jez postavený na přírodním skalním prahu, poslední v Rakousku
- jez Pilař u obce Majdalena – nejnebezpečnější jez v Česku, má nejvíce obětí[zdroj⁠?!]
- jez Dráchov v obci Dráchov (před Soběslaví) – velmi nebezpečný jez
- jez Čejnov, u chatové osady mezi Dráchovem a Soběslaví – vyžaduje také maximální opatrnost
- jez Steiniger, na západním okraji Soběslavi
- jez Roudná, v obci Roudná
- jez Soukeník u Sezimova Ústí – tábořiště, sportovní areál, náročný pro sjezd lodí
- jez Stádlec, pod řetězovým mostem
- jez před Bechyní, pod obloukovým mostem (řeka 360 m n. m.)

## Vodní režim
Hlásné profily:
| Místo                   | Říční km | Plocha povodí | Průměrný průtok | Stoletá voda |
| ----------------------- | -------- | ------------- | --------------- | ------------ |
| Majdalena (Pilař)       | 116,40   | 942,28 km²    | 6,21 m³/s       | 270 m³/s     |
| Frahelž                 | 83,50    | 1536,62 km²   | 4,21 m³/s       | 145 m³/s     |
| Klenovice (okres Tábor) | 59,70    | 3152,01 km²   | 19,70 m³/s      | 374 m³/s     |
| Bechyně                 | 10,55    | 4055,13 km²   | 23,60 m³/s      | 577 m³/s     |

### Velké vody

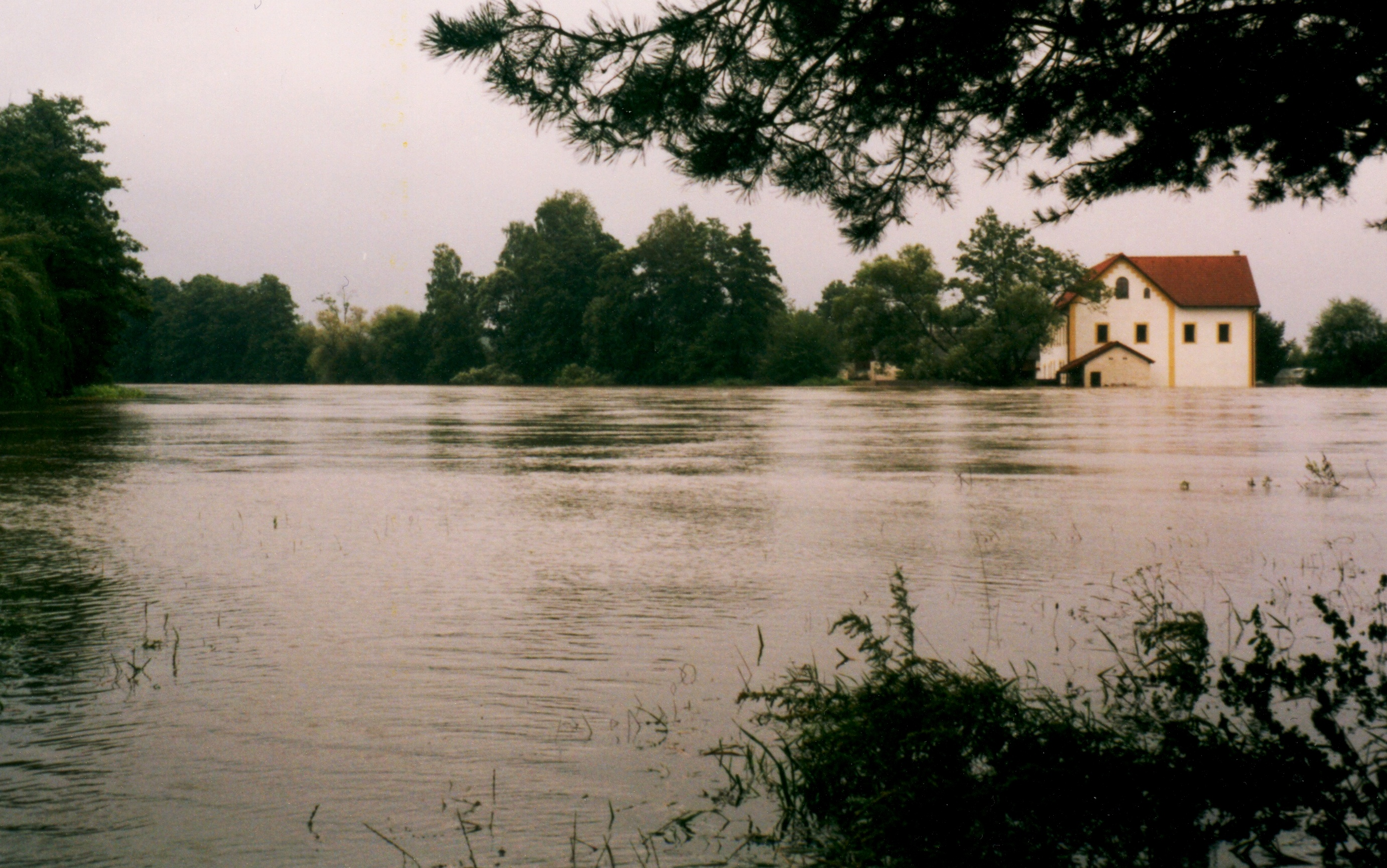
Lužnice, jez Steiniger v Soběslavi při povodni v srpnu 2002

- 21. 7. 1432 – při rozsáhlé povodni na jihu došlo až k zatopení Staroměstského náměstí v Praze. Povodně měly za následek velkou neúrodu, zejména obilí.
- 17. 8. 1501 – velká voda poškodila pole a budovy, a také mnohé rybníky.
- 20. 8. 1544 – velká povodeň z jihu Čech dorazila až do Prahy. Potvrdila opět nutnost stavby vodního díla (rybníka Rožmberk).
- 18. 7. 1736 – po 28 dnech dešťů se protrhly hráze rybníků (zejména u Tučap a na Dírensku), přišla povodňová vlna z Rožmberka i Nežárky. Nejvíce asi bylo postiženo velkou vodou město Soběslav.
- 25. 7. 1740 – byla na Soběslavsku obdobná situace jako v létě 1736
- 22. 2. 1865 – při zimní povodni se řeka rozlila z břehů
- 20. 2. 1890 – po deštích a tání byla jedna z největších povodní na Lužnici. (Záznamy o datech a výškách při povodních jsou na zdi mlýna Veselý v Táboře)
- 1. 9. 1890 – po vydatných deštích se rozvodnila celá Lužnice, hladina místy stoupla až o 3 metry, zaplaveno bylo mnoho domů a polí.
- 16. 3. 1940 – šla řekou velká voda. V Táboře ledové kry strhly lávku u Harrachovky, která tam byla od roku 1929. Nová, která slouží dodnes, je z května 1941.
- 26. 3. 1988 – po prudkém tání a deštích bylo na Táborsku zaplaveno na 3 tisíce hektarů zemědělské půdy a asi 30 domů. (zej. Roudná, Klenovice, Bechyně)
- 13. 8. 2002 – po vydatných deštích došlo k největší zaznamenané povodni v Čechách. 13., 14. a 15. srpna rozvodněná Lužnice, Nežárka, potoky a přetékající nebo protržené rybníky v Jihočeském kraji se rozlily a voda zaplavila nejen tisíce hektarů pozemků, ale i ulice a domy měst a obcí do výše až několika metrů. Hrozilo mj. také protržení hrází rybníka Rožmberk nebo nádrže Jordán – a tím následná katastrofa. Škody na majetku (zničené domy, komunikace, mosty, aj.) nebyly jen na jihu Čech, ale byly nedozírné skoro v celé ČR. Povodeň zasáhla těžce i Prahu, kde došlo k zatopení celých čtvrtí i metra.
- 28. 3. 2006 – při prudkém tání velké vrstvy sněhu a po deštích voda Lužnice a přítoků a v rybnících prudce stoupala a 30.3. došlo k záplavám v celém regionu. Nejvíce bylo postiženo Veselí nad Lužnicí – zatopeno 24 ulic, 270 domů, evakuováno bylo 1200 obyvatel (celkem voda na 150 ha území města, včetně silnice E55). V Soběslavi voda z řeky a Černovického potoka zaplavila 7 ulic, přes 70 domů, bylo evakuováno 100 lidí, škody přesáhly 60 milionů Kč. Postiženy byly obce podél řeky (Planá nad Lužnicí, Sezimovo Ústí, Bechyně i Tábor-Čelkovice). Vláda ČR vyhlásila pro Jihočeský kraj nouzový stav (od 2. do 10. 4.)
- 14. 9. 2024

## Zajímavosti

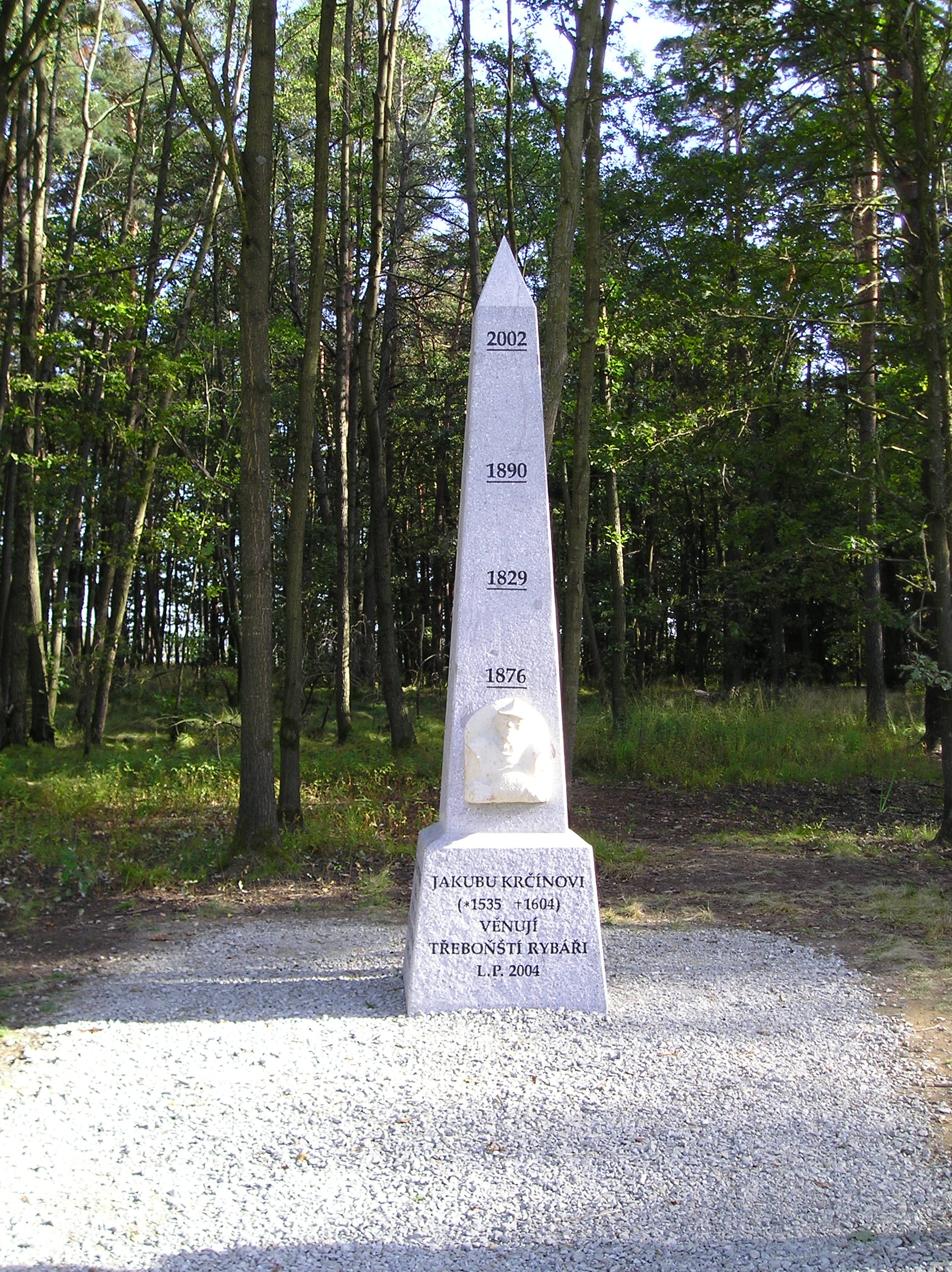
Památník Jakubu Krčínovi pod bezpečnostním přepadem na východní straně hráze Rožmberka

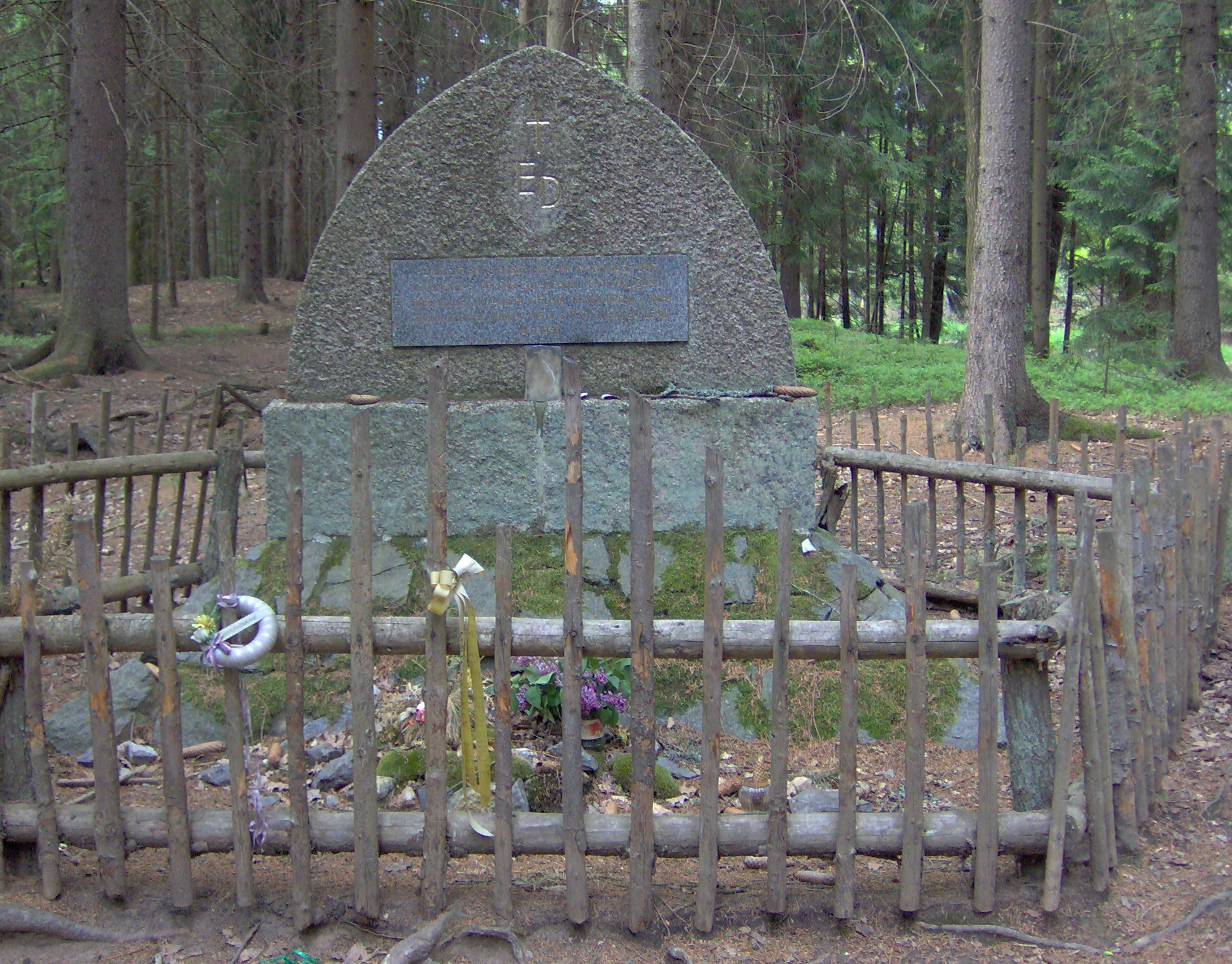
Pomník Emy Destinnové na břehu Nové řeky, nedaleko obce Stříbřec (2007)

- Na břehu Nové řeky poblíž obce Stříbřec u Třeboně můžeme navštívit pomník Emy Destinnové, která žila v nedaleké Stráži nad Nežárkou.
- V Sezimově Ústí (na levém břehu Kozského potoka u soutoku s Lužnicí) je možno navštívit letní sídlo druhého prezidenta ČSR dr. Edvarda Beneše – vilu, postavenou v letech 1930–1931 a rozsáhlou zahradu a park, kde je od konce čtyřicátých let hrobka Edvarda Beneše, kterou podle jeho přání vyprojektoval významný čs. architekt Pavel Janák. Hrob je situován do návrší, jemuž se podle legendy říká Kazatelna (údajně zde kázal mistr Jan Hus).
- Koncem padesátých let se u Příběnic měla stavět přehrada, ale tento plán nebyl realizován.

- O Lužnici, rybách a vodě :
  - v Lužnici byl v roce 1934 chycený v Dráchově sumec o váze 52 kg a délce 217 cm (byl chycen do slupu – lapadla ryb na jezu, sestaveného ze žlabu a děrované bedny); na udici to byl v únoru 1953 chycený sumec o váze 38,5 kg a délce 208 cm.
  - v srpnu 1822 trpěl Tábor a okolí takovým nedostatkem vody, že magistrát žádal úřady puštěním Rožmberka o zvýšení hladiny v Lužnici.

## Fotogalerie

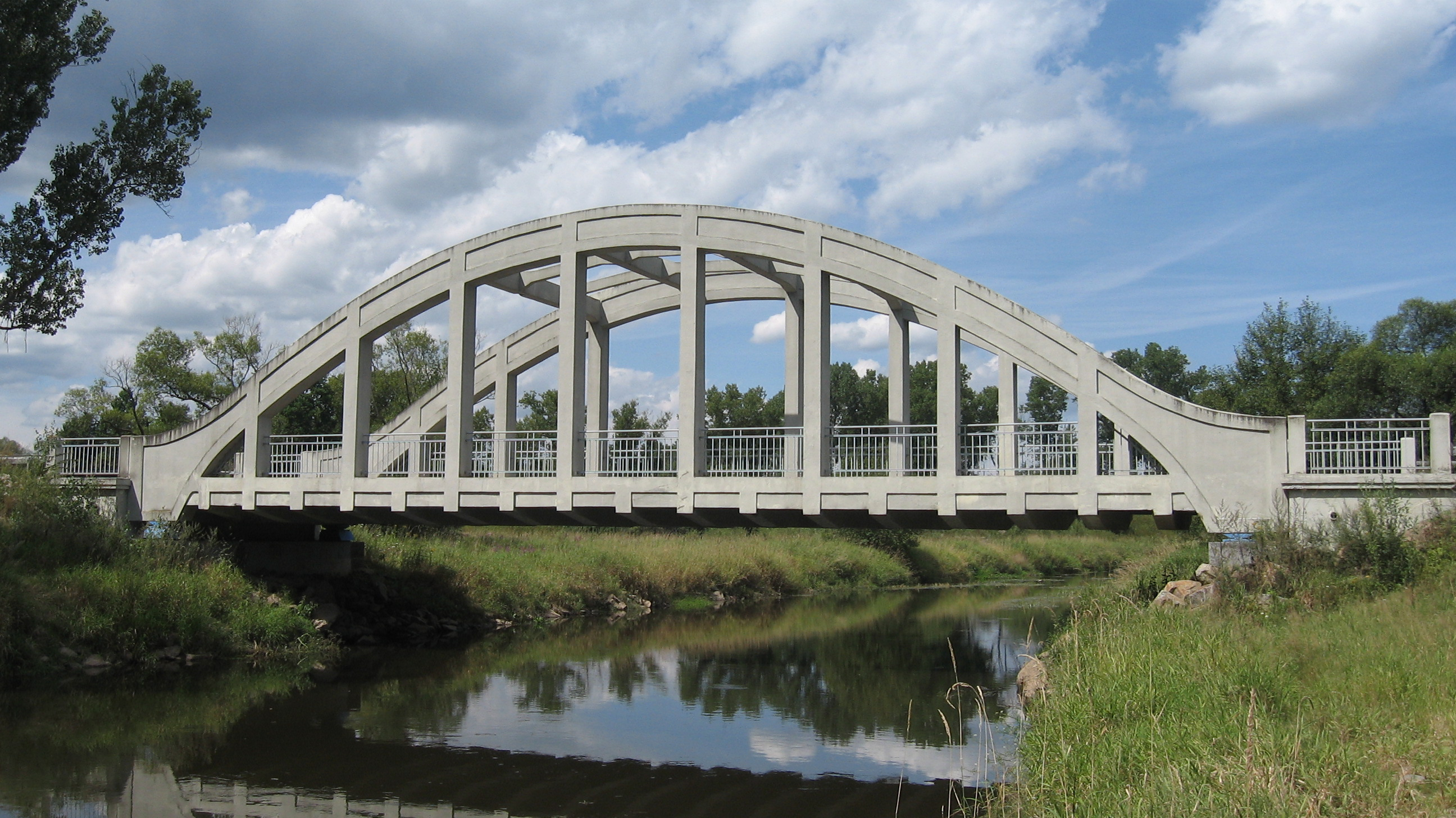
Most mezi obcemi Dvory nad Lužnicí a Halámky na silnici č. 103
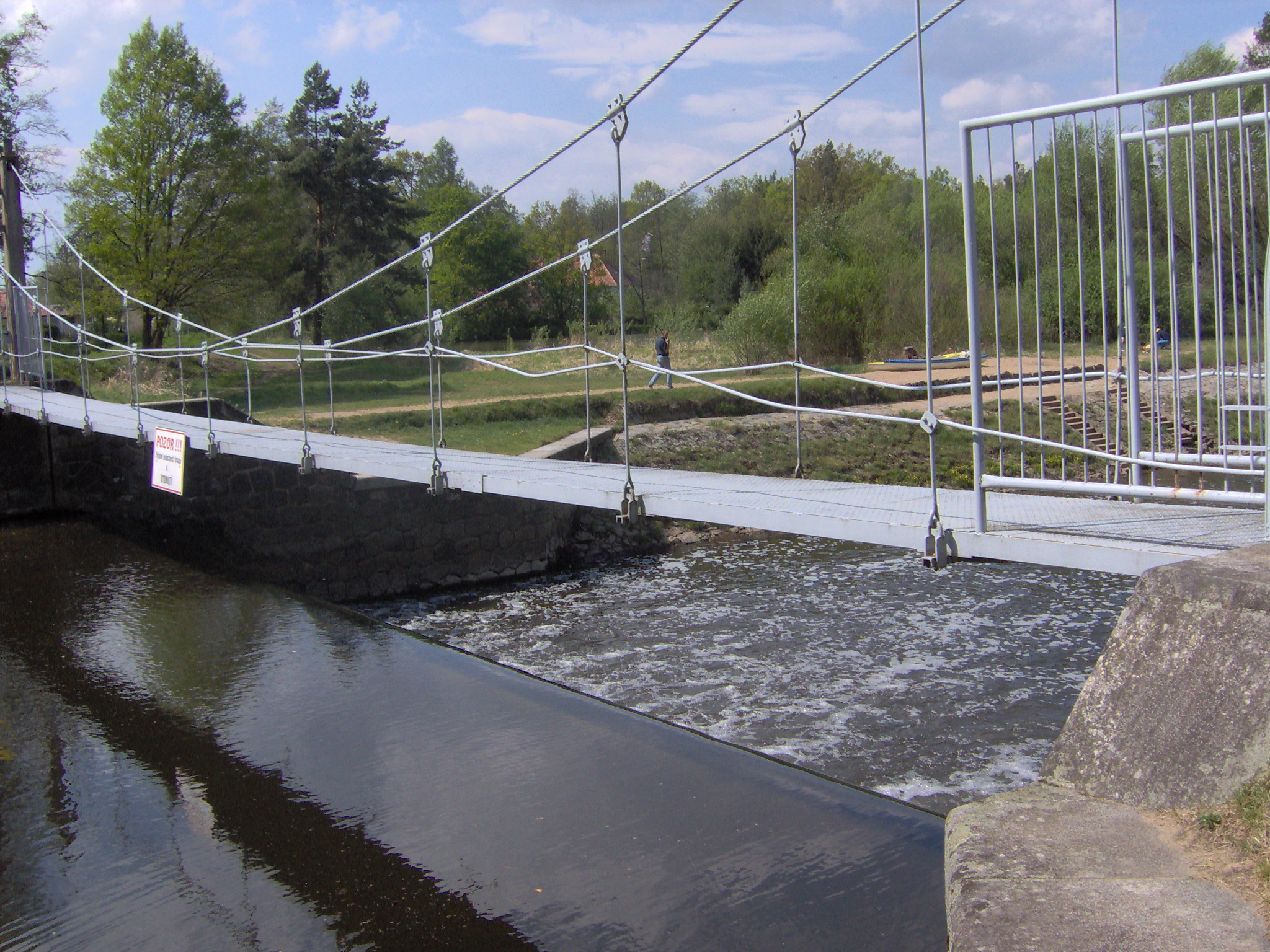
Jez Pilař
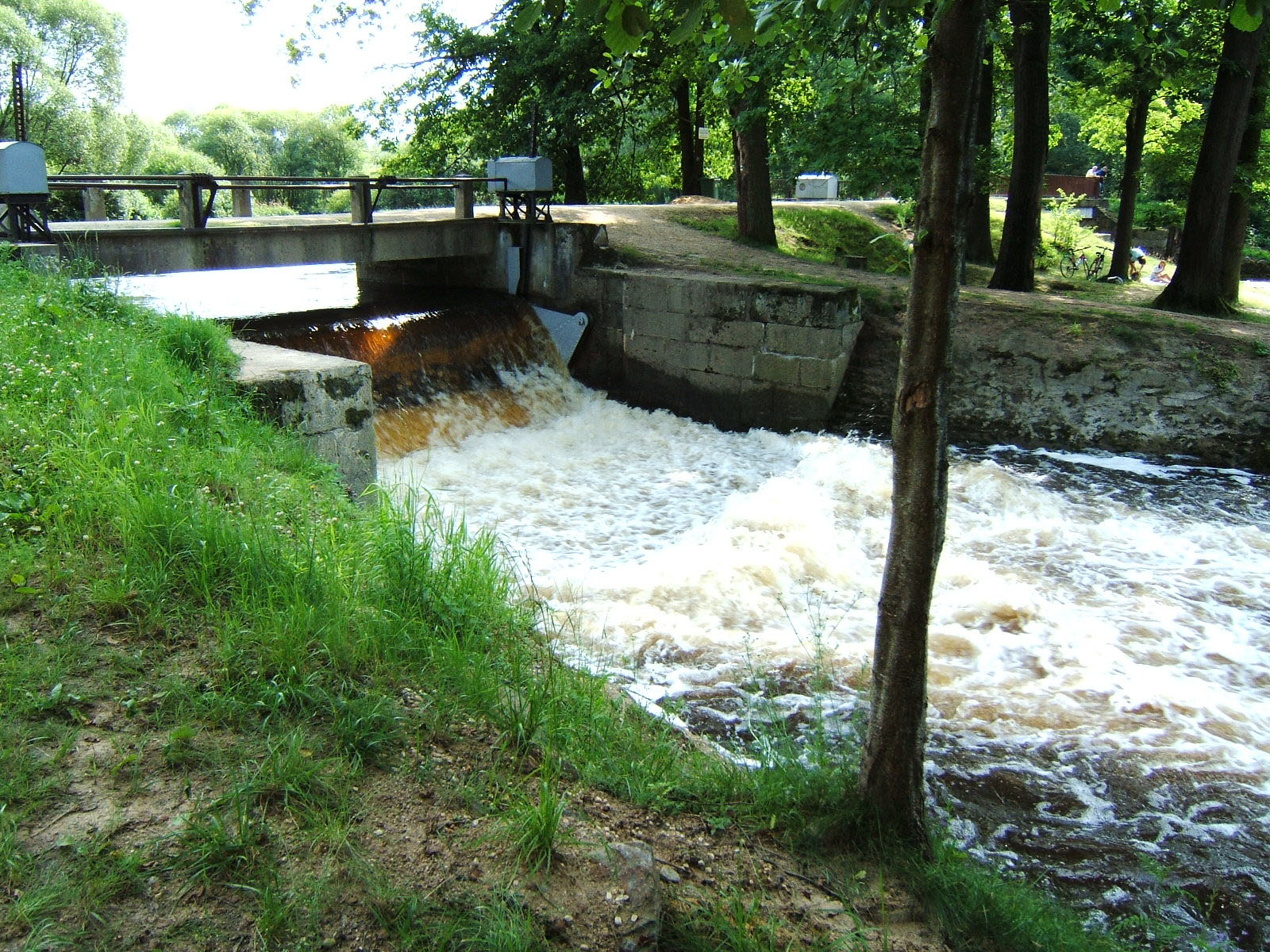
Lužnice – stavidlo I do Staré řeky, vyšší stav vody (2005)
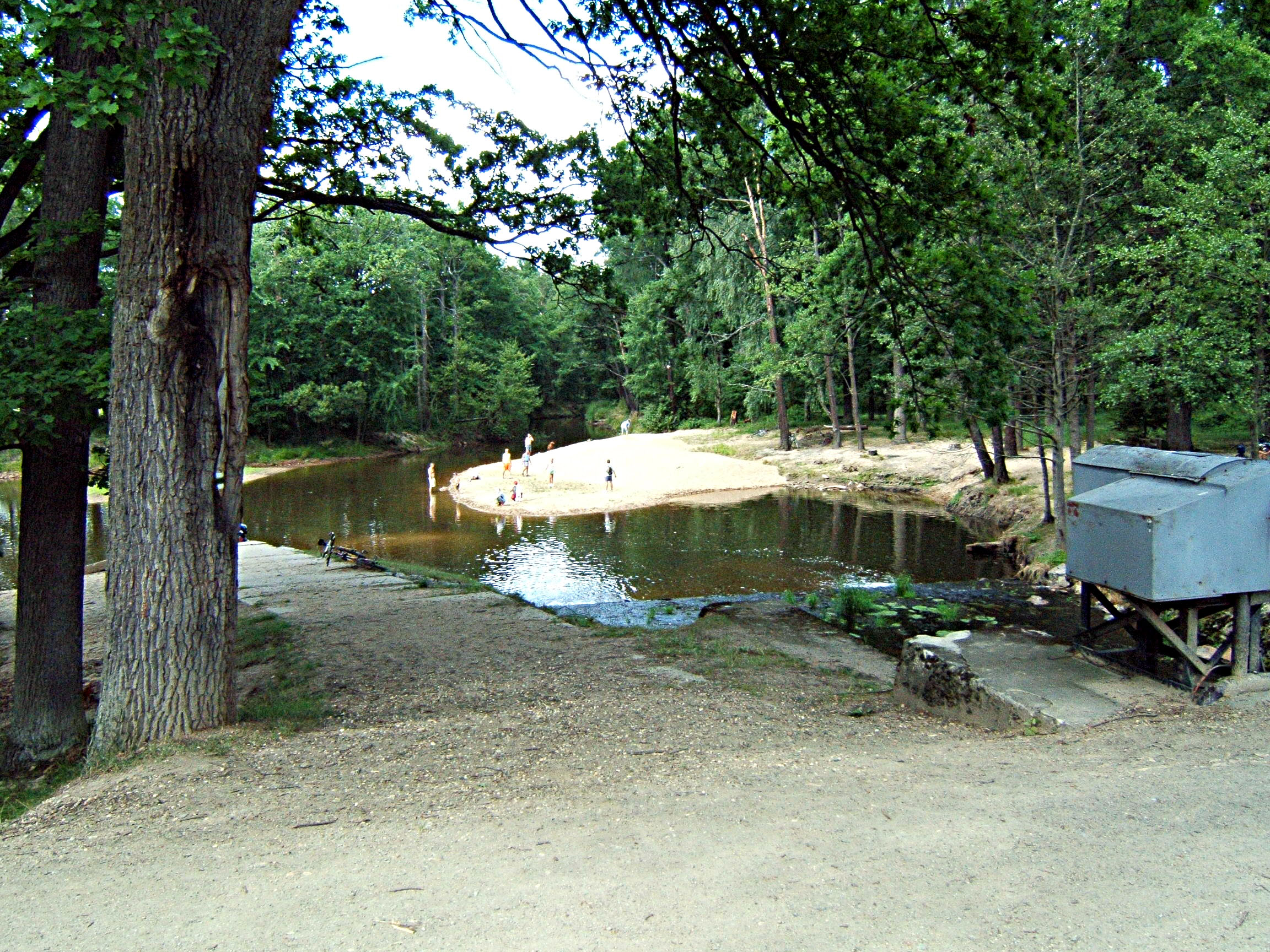
Stará řeka pod stavidlem, extrémně málo vody (červenec 2007)
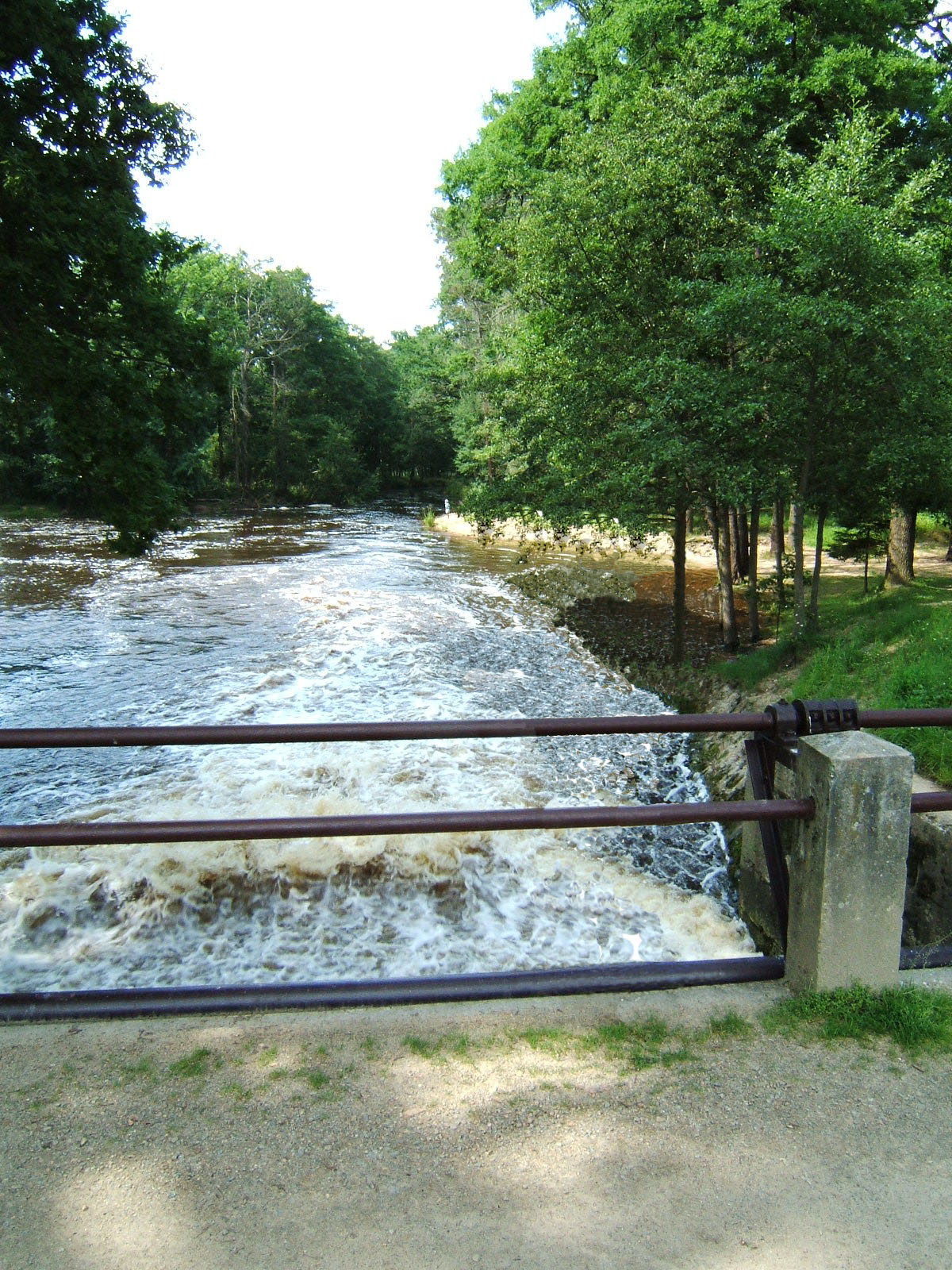
Stará řeka – začátek, od splavu na rozvodí, vyšší stav vody (2005)
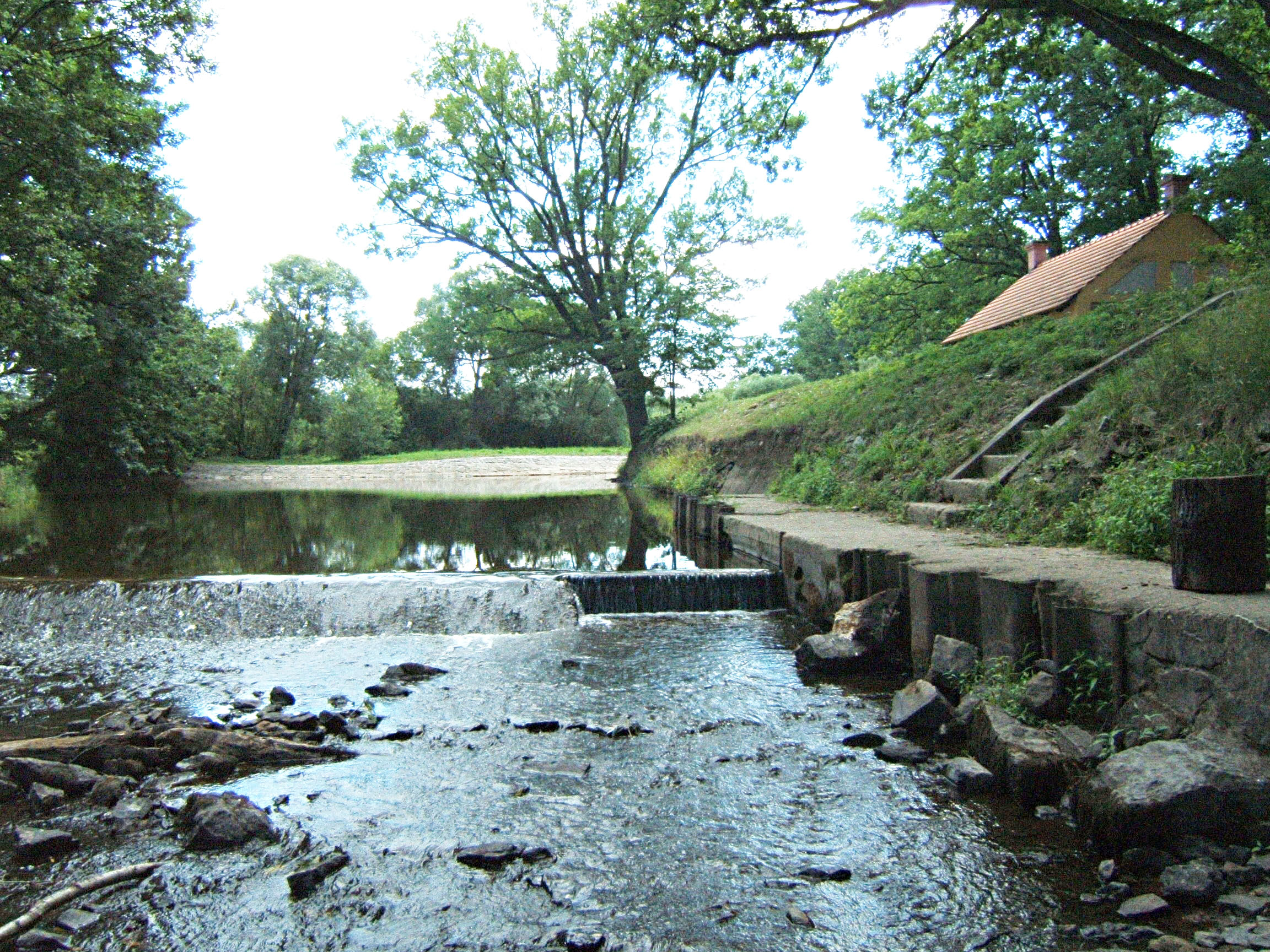
Nová řeka u rozvodí, extrémně málo vody (červenec 2007)
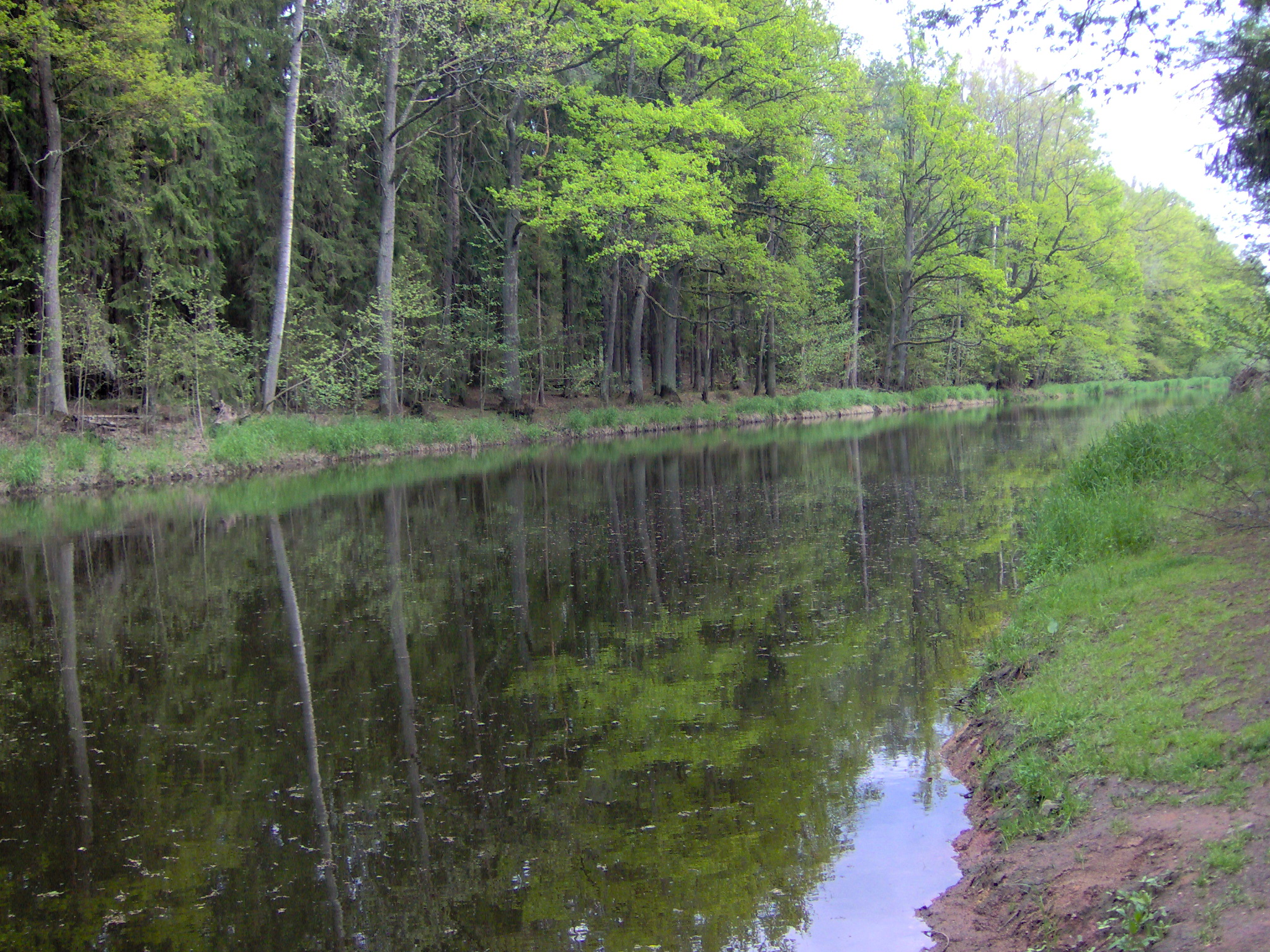
Lužnice – Nová řeka, poblíž obce Stříbřec (2007)
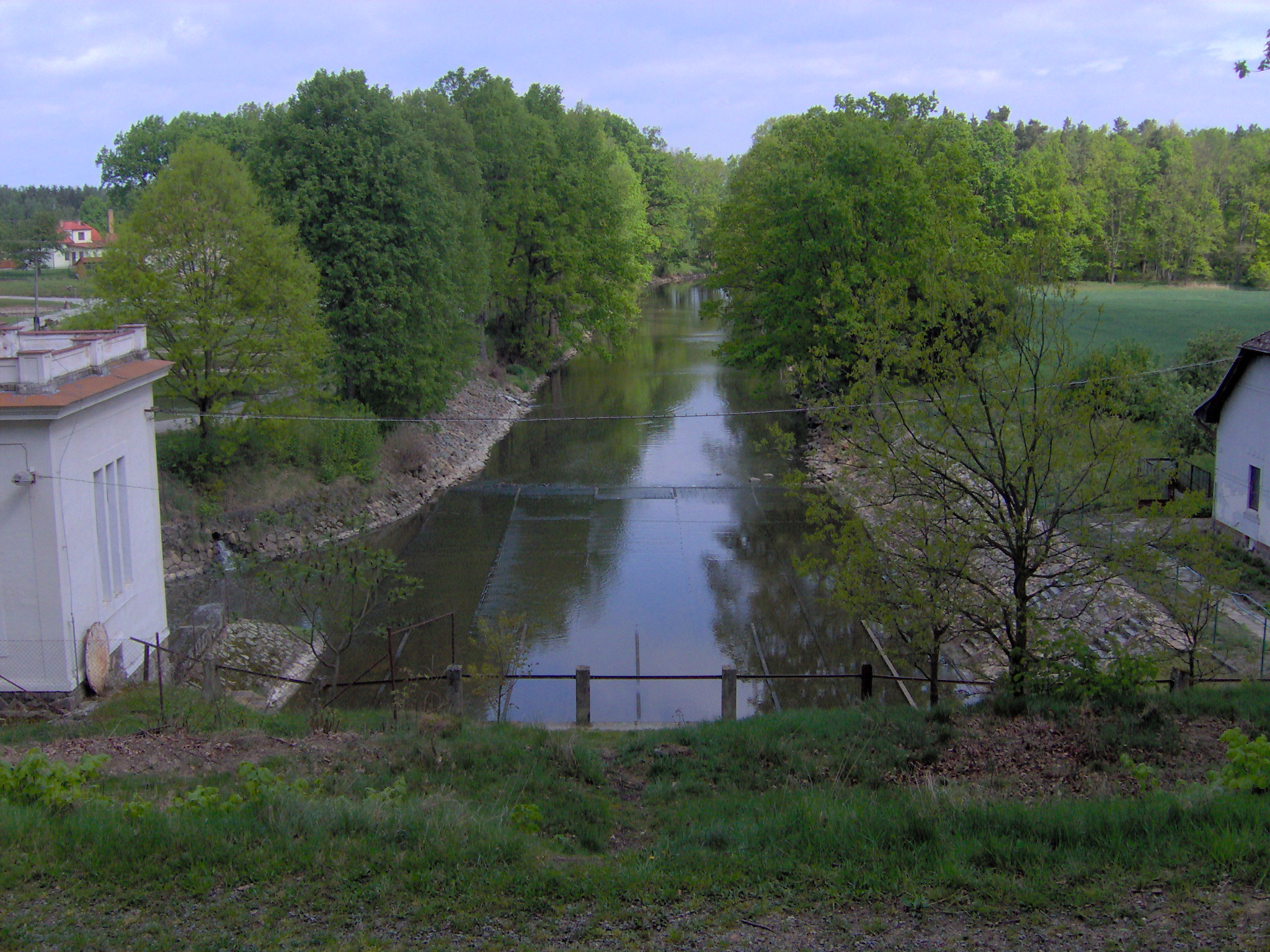
Lužnice, výtok z rybníka Rožmberk
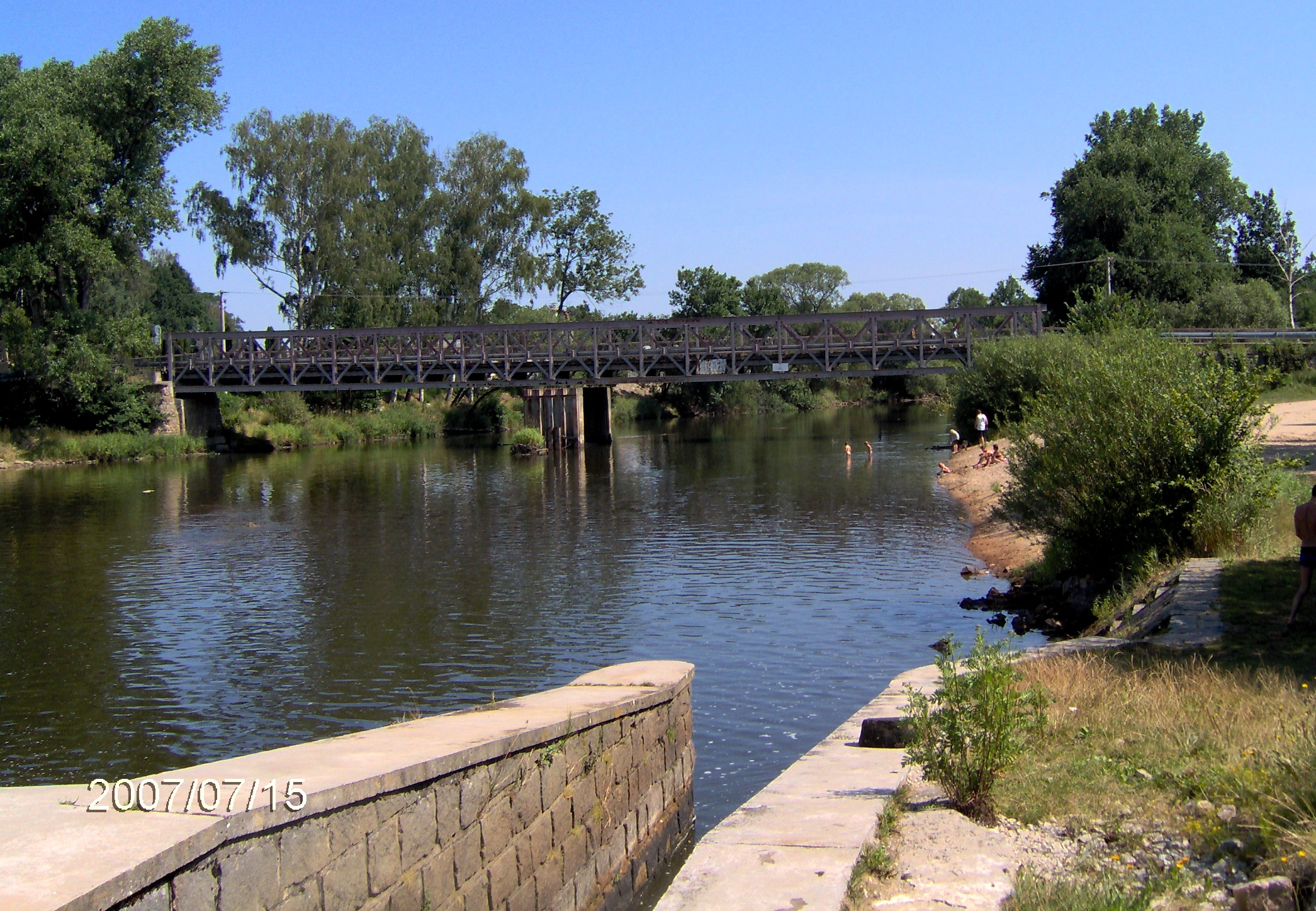
Dráchov – most na cestě z křižovatky U sloupu (E55) směr Soběslavská Blata
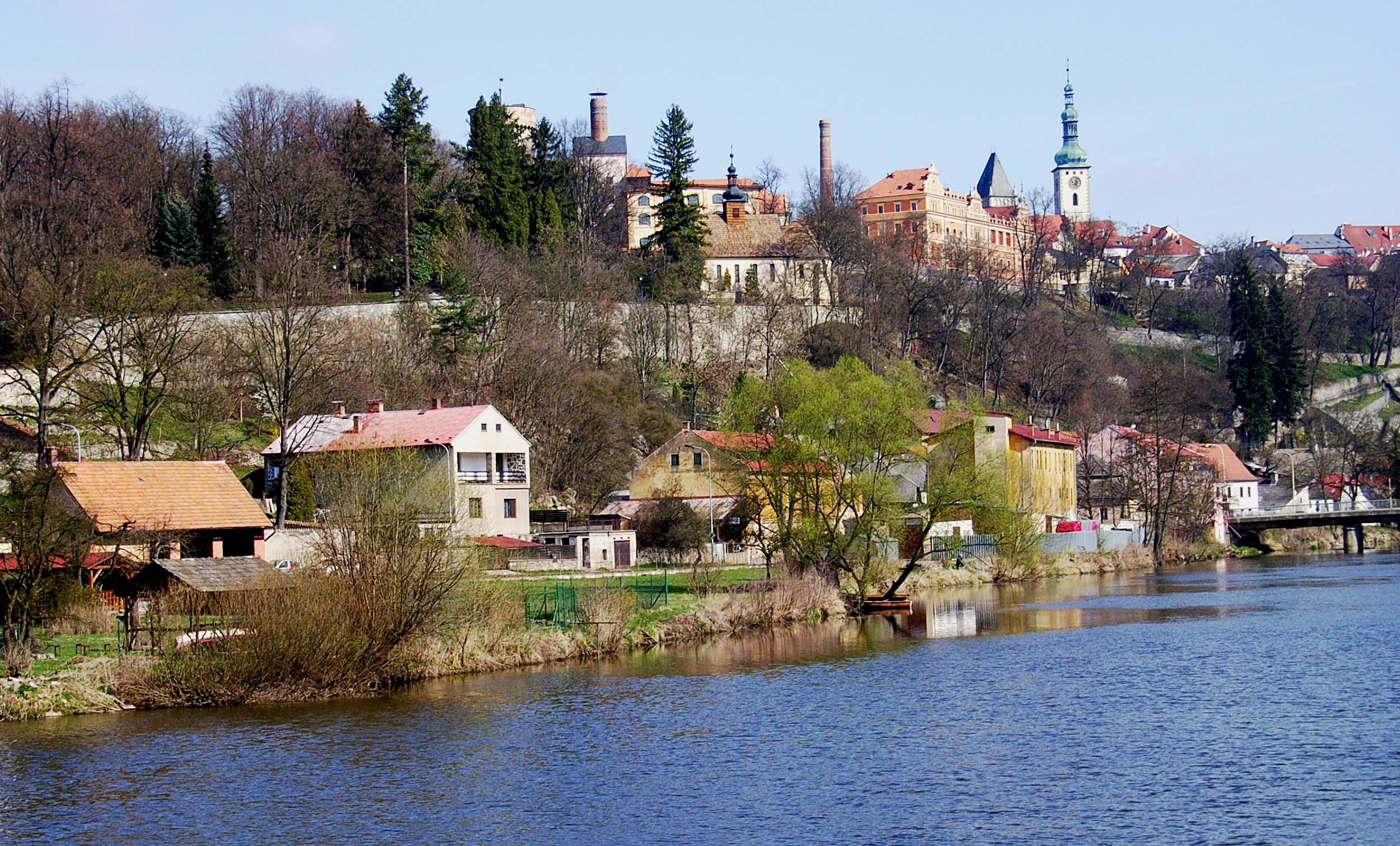
Lužnice v Táboře pod částí Starého města (2007)
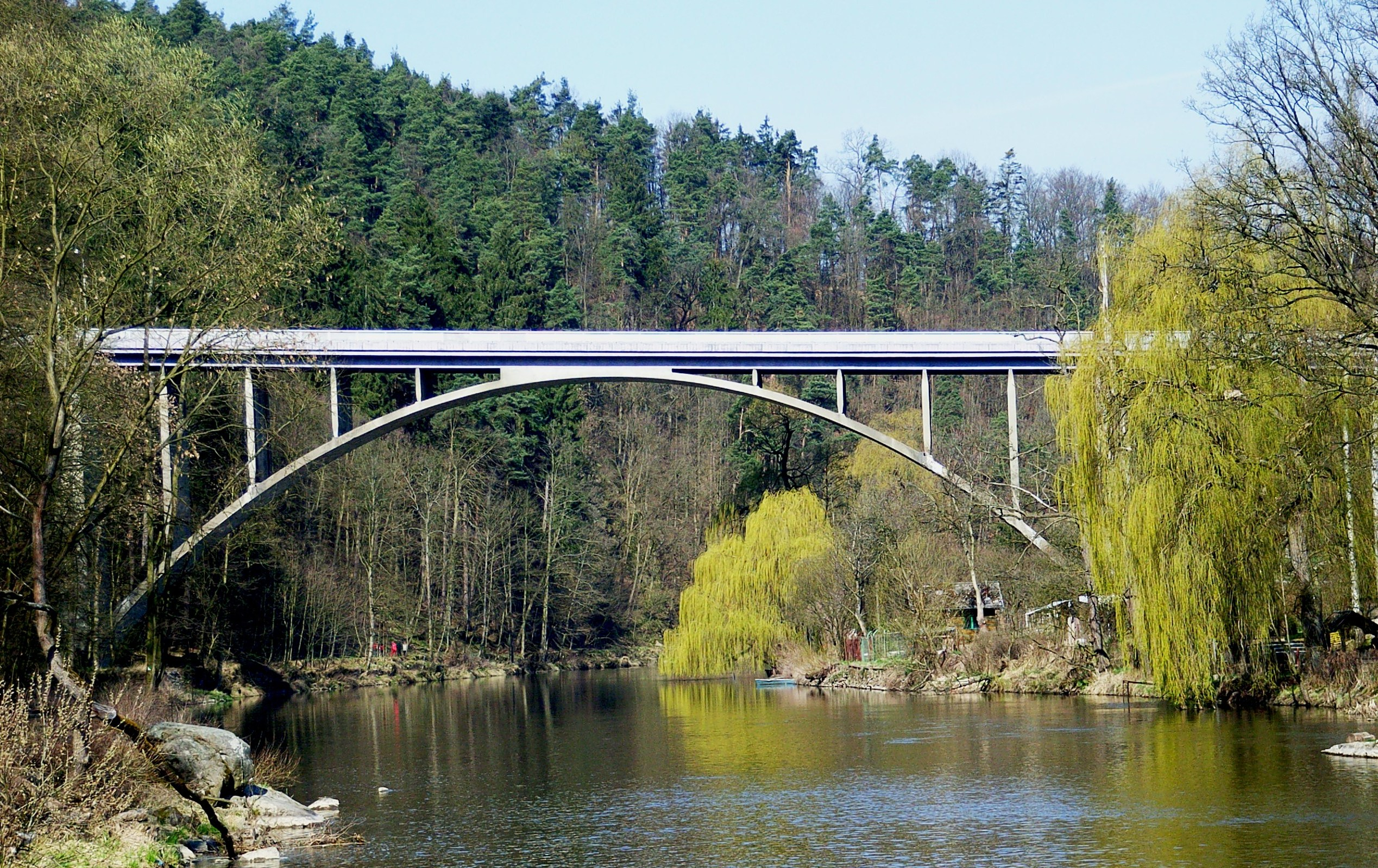
Švehlův most v Táboře
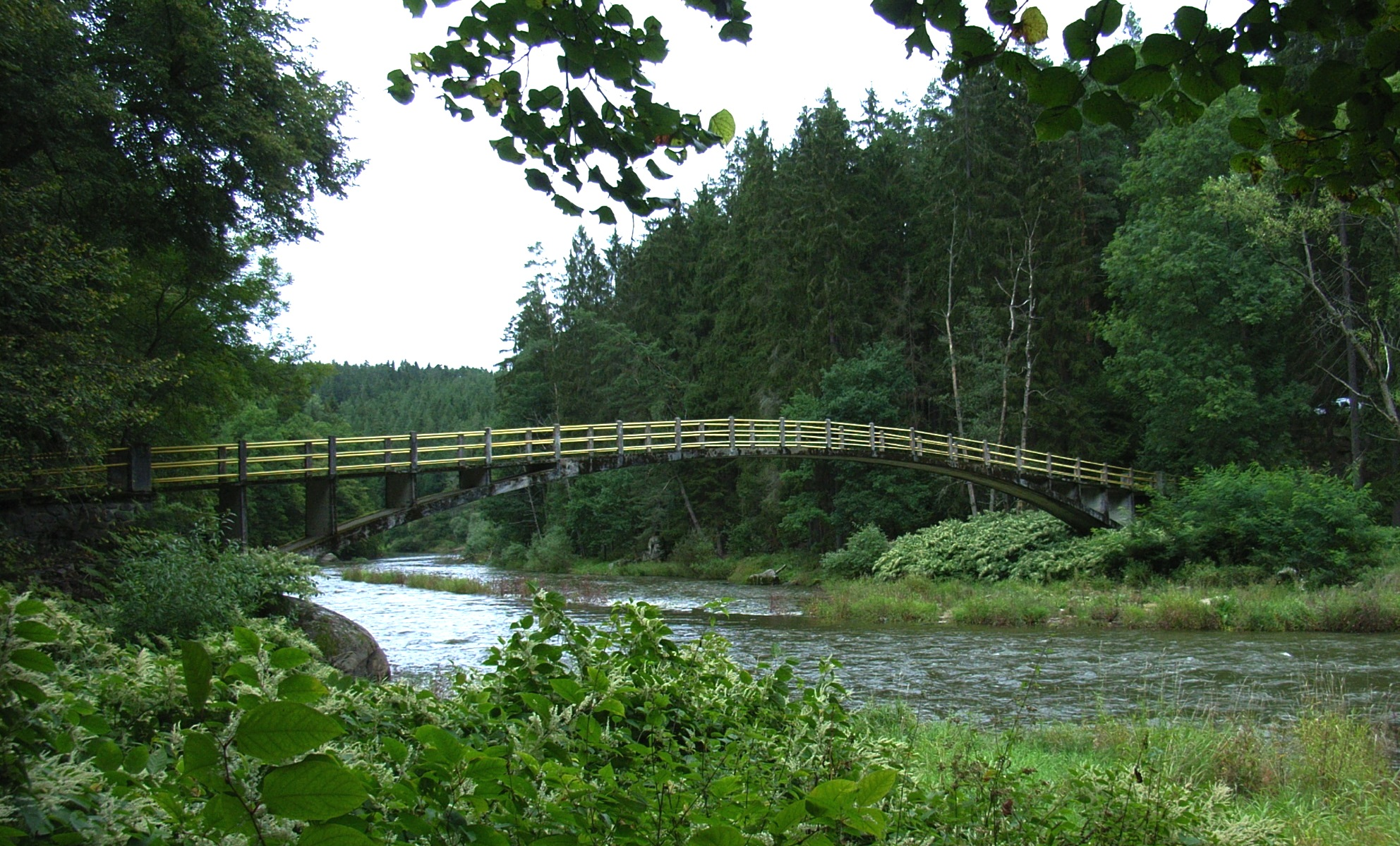
Oblouková lávka na turistické stezce podél Lužnice
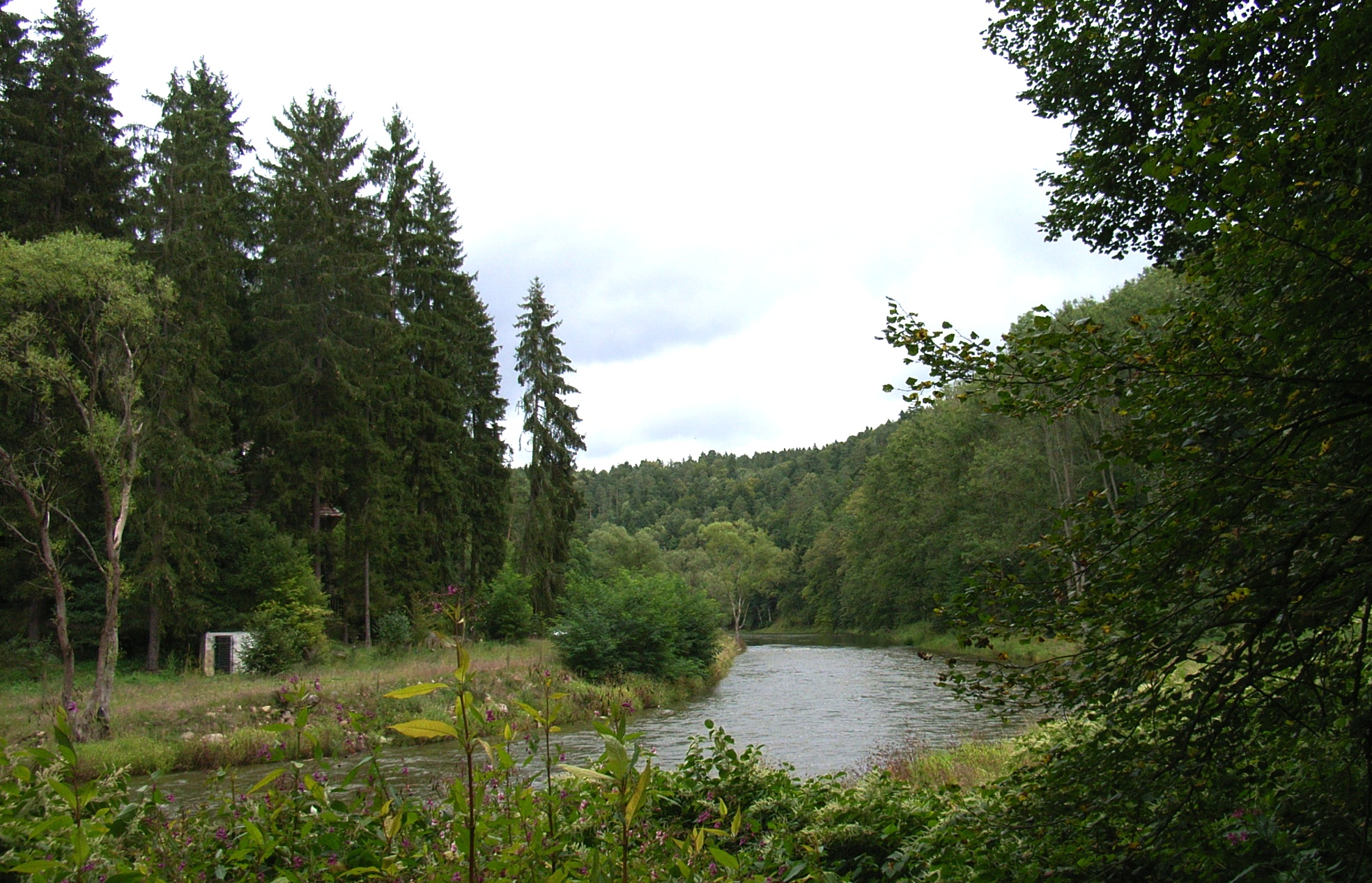
Tok Lužnice za Harachovkou směrem k Bechyni
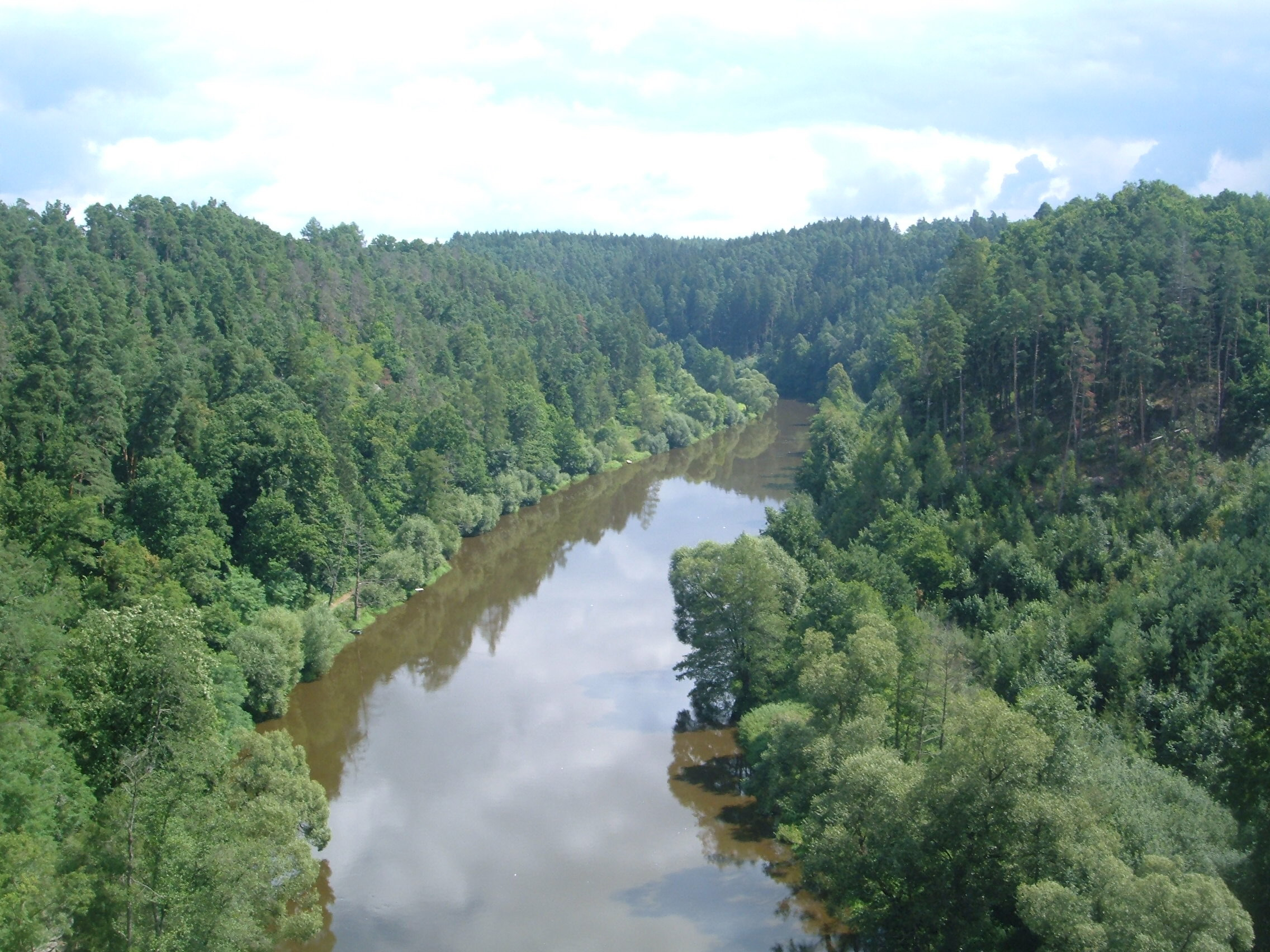
Lužnice – typická scenérie v úseku před Bechyní
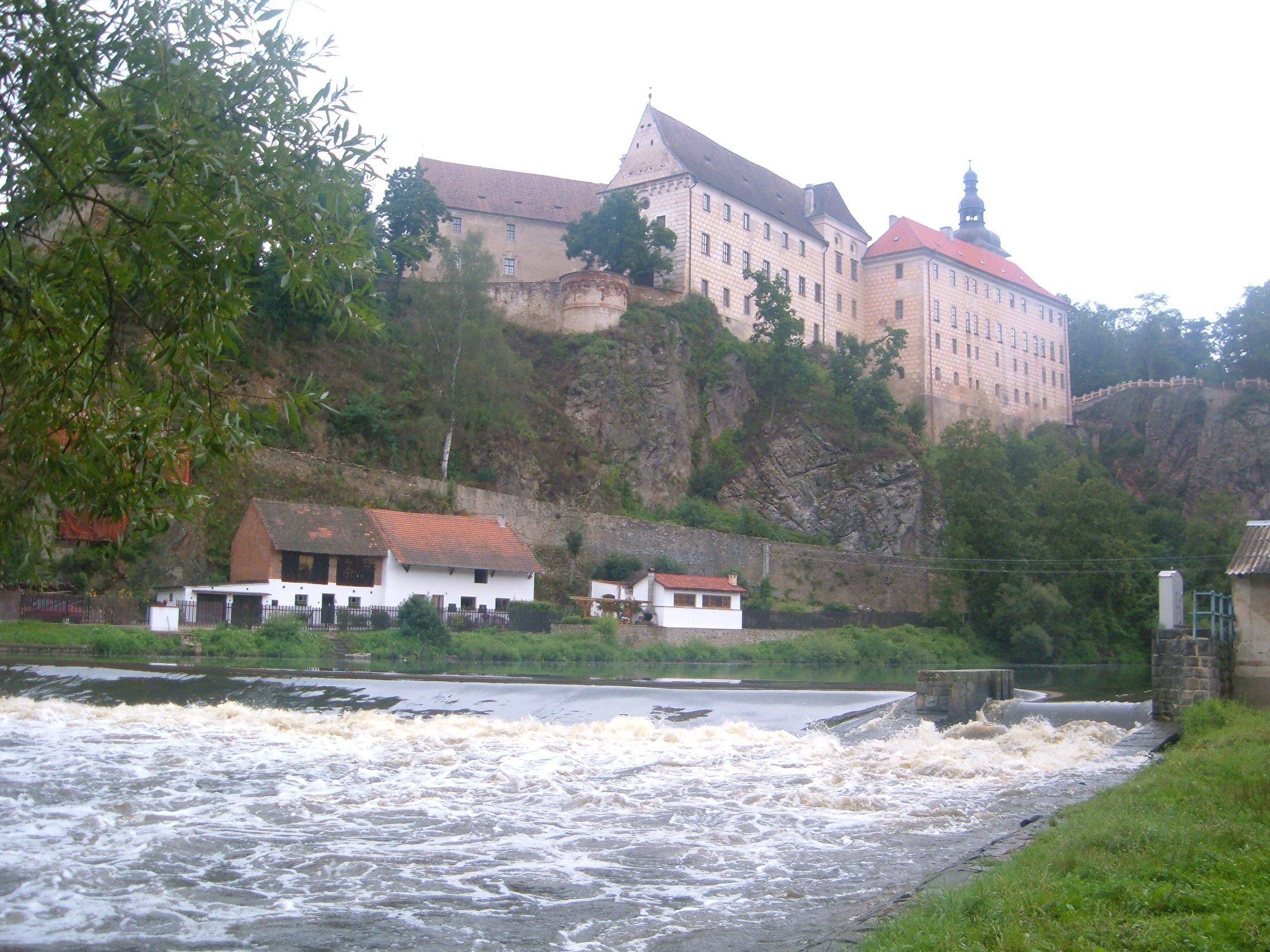
Lužnice pod zámkem v Bechyni-Zářečí